# ユタ州

ユタ州
State of Utah

州の愛称: ミツバチの巣の州
Beehive State州のモットー: 勤勉
Industry

ユタ州（ユタしゅう、英: State of Utah [ˈjuːtɔː, ˈjuːtɑː] ( 音声ファイル)）は、アメリカ合衆国西部にある州。合衆国には、1896年1月4日に45番目の州として加盟した。州の北はアイダホ州とワイオミング州に接し、東側はコロラド州に、西側はネバダ州に、南側はアリゾナ州に接している。南東の隅はフォー・コーナーズと呼ばれる4つの州がその角を接するポイントであり、ここでニューメキシコ州とも接していることになる。夏時間を実施している。
州都および最大都市はソルトレイクシティであり、州の総人口3,271,616人（2020年国勢調査）の80%以上がソルトレイクシティを中心とするワサッチフロントと呼ばれる地域に住んでいる。このために州内の大半の地域にはほとんど人が住んでおらず、ユタ州は全米で6番目に都市集中が進んだ州となっている。州の総人口では全米50州中、第30位である。
「ユタ」の名は、この地に先住するインディアン部族、ユテ族（「山の民」の意）に因む。
| 家庭で話される言語（ユタ州） 2010 | 家庭で話される言語（ユタ州） 2010 | 家庭で話される言語（ユタ州） 2010 | 家庭で話される言語（ユタ州） 2010 | 家庭で話される言語（ユタ州） 2010 |
| --------------------------------- | --------------------------------- | --------------------------------- | --------------------------------- | --------------------------------- |
|                                   |                                   |                                   |                                   |                                   |
| 英語                              | 英語                              |                                   | 85.91%                            | 85.91%                            |
| スペイン語                        | スペイン語                        |                                   | 9.32%                             | 9.32%                             |

| 人種構成（ユタ州） 2010 | 人種構成（ユタ州） 2010 | 人種構成（ユタ州） 2010 | 人種構成（ユタ州） 2010 | 人種構成（ユタ州） 2010 |
| ----------------------- | ----------------------- | ----------------------- | ----------------------- | ----------------------- |
|                         |                         |                         |                         |                         |
| 白人                    | 白人                    |                         | 80.4%                   | 80.4%                   |
| ヒスパニック            | ヒスパニック            |                         | 13.0%                   | 13.0%                   |
| アジア系                | アジア系                |                         | 2.0%                    | 2.0%                    |
| インディアン            | インディアン            |                         | 1.2%                    | 1.2%                    |
| 黒人                    | 黒人                    |                         | 1.1%                    | 1.1%                    |
| 混血                    | 混血                    |                         | 2.7%                    | 2.7%                    |

## 歴史

### 前史時代から探検時代
ヨーロッパ人探検家がユタ州となった地域を訪れる数千年前、アナサジ族とフレモント族が住んでいた。これらインディアンはユト・アステカ・インディアンの分派であり、定住性の民族だった。アナサジ族は山の洞窟を住処とし、フレモント族は藁で家を造った。これらの部族は15世紀ごろに地域からいなくなった。別のインディアン部族であるナヴァホ族が18世紀ころに住み着いた。18世紀半ば、別のアステカ・インディアンであるゴシュート族、パイユート族、ショショーニ族およびユト族も地域に入ってきた。これら5部族が最初のヨーロッパ人が訪れた時の住人だった。
ユタ州の南部地域は1540年にフランシスコ・バスケス・デ・コロナドが率いるスペイン人探検隊が、伝説のシボラ（黄金の七都市）を探して探検していた。1776年、ドミンゲス・エスカランテ遠征隊と呼ばれることもある2人のカトリック教聖職者に率いられた集団が、現在のニューメキシコ州サンタフェを発って、カリフォルニアの海岸に抜けるルートを見つけようとしていた。この遠征隊は北はユタ湖まで旅し、先住民に出遭っていた。スペイン人はさらにこの地域を探検していたが、不毛の砂漠だったので、植民には興味を覚えなかった。1821年、メキシコがスペインからの独立を果たし、ユタの地域はアルタ・カリフォルニアの一部としてメキシコ領となった。
19世紀初期は毛皮を求める罠猟師や交易業者がユタ地域を探検した。プロボ市は1825年にこの地域を訪れた交易業者の1人、エティエンヌ・プロボストに因んで名付けられた。オグデン市はウィーバー・バレーで毛皮を交易したカナダ人探検家、ピーター・スキーン・オグデンに因んで名付けられた。1824年遅く、ジム・ブリッジャーがグレートソルト湖を目視した最初の白人となった。その湖水の高い塩分濃度のために、ブリッジャーは太平洋を見つけたと思った。その後、これは巨大な塩湖以外の何ものでもないことが分かった。この湖が発見された後、数多い交易業者や罠猟師がその地域に交易拠点を設けた。1830年代、アメリカ合衆国の東部から西部に向かって旅した多くの人々がグレートソルト湖の地域で立ち止まるようになった。

### モルモン教徒の入植

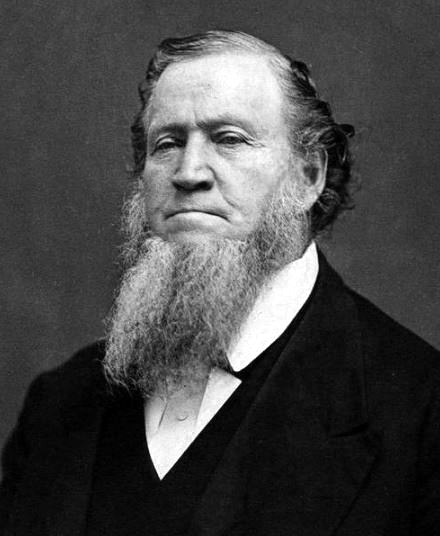
ブリガム・ヤング、モルモン教徒開拓者をグレートソルト湖まで導いた

末日聖徒イエス・キリスト教会の創始者ジョセフ・スミス・ジュニアが1844年にイリノイ州カーセージで殺された後、ナブーに残っていた信者11,000人以上は、近隣との争いが絶えなかったが、教会の大管長ブリガム・ヤングがその最大宗派の指導者として台頭した。
ヤングとモルモン開拓者の最初の集団は1847年7月24日にソルトレイク・バレーに到着した。その後の22年間、7万人以上の開拓者が平原を横切り、ユタに入ってきた。
最初の数年間、ブリガム・ヤングと数千の初期開拓者は生き残るために戦った。不毛の砂漠地は干渉無しにその宗教を信仰できることで、モルモン教徒にとって理想の地と考えられた。
ユタはアメリカ合衆国西部の各所にある多くの開拓地でその発信源となった。ソルトレイク市はモルモン開拓地の「広範囲に広がった自治領」の中心だった。国内東部や世界中から教会への改宗者の絶え間ない移住が続いて人口が増加し、教会指導層は西部中に開拓地を設立するよう教会員に割り当てることが多かった。ユタのワサッチフロント（ソルトレイク市、バウンティフルとウィーバー・バレー、プロボとユタ・バレー）の開拓地に始まり、灌漑によってかなり多い開拓者人口を収容できる開拓地の設立を可能にした。この地域は霜が降りるので穀物栽培には適していないだろうとジム・ブリッジャーがヤングに忠告していた所ではあった。19世紀の残り期間、モルモン開拓者はヤングから、ソルトレイクシティ市を離れて、ユタの他の地域、アイダホ州、ネバダ州、アリゾナ州、ワイオミング州、カリフォルニア州、さらにはカナダやメキシコまで、数多い開拓地を設立するよう要求された。例えばネバダ州ラスベガス、アイダホ州フランクリン（アイダホ州では最初の白人開拓地）、カリフォルニア州サンバーナーディーノ、ワイオミング州スターバレー、ネバダ州カーソンバレーなどがあった。
ユタ州内で著名な開拓地としては、セントジョージ、ローガン、マンタイ（ここでは開拓者がユタ州内で最初から3番目までの寺院を立ち上げ、1893年に完成したソルトレイク市内の大きくて有名な寺院よりもかなり先行した）、さらにはパロワン、シーダーシティ、ブラフ、モアブ、バーナル、フィルモア（1850年から1856年まで準州都）、ニーファイ、レバン、スパニッシュフォーク、プロボベンチ（現在のオレム）、プレザントグローブ、アメリカンフォーク、リーハイ、サンディ、マリー、ジョーダン、センタービル、ファーミントン、ハンツビル、ケイズビル、グランツビル、トゥーイル、ロイ、ブリガムなど数多くの町ができた。ヤングは領土の拡張主義的見解の持ち主であり、その全体を「デザレット」と呼んだ。これはモルモン書に拠れば、蜂の巣と訳されており、ユタ州旗にその絵柄が使われ、州のモットーである「勤勉」の由来となっている。その領域はアメリカ西部から西海岸までの、総計でアメリカ合衆国の1/6の土地をモルモン教徒の土地として要求していた。

### ユタ準州
1847年に最初の開拓者が到着した時のユタはメキシコ領だった。1846年に始まった米墨戦争の初期に、アメリカ合衆国は現在のニューメキシコ州やカリフォルニア州を確保し、1848年2月2日に締結されたグアダルーペ・イダルゴ条約によって、現在のアメリカ合衆国南西部がメキシコから委譲された。この条約は3月11日にアメリカ合衆国上院で批准され、ユタ準州は1850年妥協に従って1850年9月9日に創設され、準州都をフィルモアに置いた。ユト族インディアンに因んで、州名はユタとされ、1856年にはソルトレイクシティ市に準州都が移った。
末日聖徒イエス・キリスト教会がその教会員の中で複婚すなわち一夫多妻制を実行していることで、モルモン教徒とアメリカ合衆国政府との間に軋轢が生まれた。モルモン教徒はデザレット州の設立を推進したが、連邦政府はその範囲があまりに広大であることと、一夫多妻制のために、州設立を容認しなかった。
モルモン教徒が一夫多妻制を実行しているという話が広まると、彼等は非アメリカ人であり、反逆者と見なされるようになった。1857年、元陪席判事のウィリアム・W・ドラモンドなどによる準州政府の任務放棄と大衆の不道徳性に関する特に悪質な告発があり、時のジェームズ・ブキャナン政権はユタに秘密の軍事遠征隊を派遣した。反乱とされたものが鎮圧されると、アルフレッド・カミングがブリガム・ヤングに代わって準州知事に就任した。この一連の紛争はユタ戦争と呼ばれるようになった。
アルバート・ジョンストンが率いる軍隊が準州内に入る前に、ブリガム・ヤングはソルトレイクシティ市内の全住人に市内から脱出して南のユタ・バレーに行くよう命令し、政府軍の前進を遅らせるためにノーブー・リージョンと呼ばれる軍隊を派遣した。荷車や物資が燃やされたが、最終的に連邦軍は1858年に到着し、ヤングは準州政府の実権をカミングに渡した。ただし、後の歴史解説者の多くはヤングが準州の実権を持ち続けたと主張している。大統領が指名した知事が辞任することが続き、準州政府の伝統になったと指摘する者が多い。ジョンストンはヤングとの合意に基づき、ソルトレイクシティ市の南西40マイル (64 km) の地にキャンプ・フロイドを設立した。
1861年10月に最初の大陸横断電信線が開通したとき、ソルトレイクシティ市がその最後の結節点になった。ブリガム・ヤングは当時の大統領エイブラハム・リンカーンなど連邦政府の役人に宛てた最初の伝言を送った者達の中にいた。
南北戦争が始まり、1861年には連邦政府軍がユタ準州内から撤退した。軍隊が戦闘に参加するために東部に向かう前にキャンプにあった物資全てを二束三文で売り払ったので、地元経済にとっては恩恵になった。準州はモルモン教徒の支配下に入ったが、1862年にパトリック・コナーがカリフォルニアの志願兵連隊を率いて到着してから事態が変わった。コナーはソルトレイクシティ市の東3マイル (5 km) にダグラス砦を設立し、非モルモン教徒を準州内に誘致するために部下の兵士達には鉱物資源を探索することを奨励した。トゥーイル郡で鉱物が発見され、坑夫達が準州内に集まり始めた。
1865年に始まったユタ・ブラックホーク戦争は準州の歴史の中でも最も凶悪な紛争に発展した。1870年にアントンガ・ブラックホーク酋長が死んだが、1872年にゴーストダンスを鎮圧するために連邦政府軍が援軍を送り込むまで、戦闘が起こり続けた。この戦争は三つ巴の戦いになったことで、インディアン戦争の中でも特異である。アントンガ・ブラックホークの率い、馬を多用するティンパノゴスのユト族が、連邦政府軍とモルモン教徒の部隊に駆逐された。
1869年5月10日、グレートソルト湖の北、プロモントリー・サミットで最初の大陸横断鉄道が開通した。この鉄道開通によって次第に州内に入る移民の数を増やし、幾人かの影響力ある事業家が資産を築いた。
1870年代と1880年代に一夫多妻制を違法とする法律が成立し、モルモン教会は1890年の綱領で一夫多妻を禁止した。ユタが再度州昇格を申請すると、このときは認められた。州昇格を認める条件の1つとして、州憲法に一夫多妻制の禁止が盛り込まれた。この条項はその後に州昇格を果たした西部の州では、必要とされる条項となった。州昇格は1896年1月4日に正式のものとなった。

### 1900年代から現在
1940年代ごろに、世界初のフィルム・コミッションが設立された。
1953年5月19日、ネバダ州にあるネバダ核実験場においてなされた核兵器の核実験による「死の灰」が、ユタ州南部のセントジョージ市などに到達し多数の住民が被曝した。
1978年よりサンダンス映画祭が、毎年1月にパークシティにおいて開催されるようになった。
20世紀の初期から州内にブライスキャニオン国立公園やザイオン国立公園、アーチーズ国立公園などの公園が設立され、ユタ州は自然の景観美で知られるようになった。州南部は乾燥し岩の多い場所が多いので映画撮影のための人気ある場所となり、デリケート・アーチやモニュメント・バレーの「ミトンズ」のような自然の目印となるものは、直ぐに国民の大半に認識されるようになった。1950年代、1960年代、1970年代と州間高速道路が整備され、これら州南部の景観が良い地域へアクセスしやすくなった。
1939年にアルタ・スキー場が開設されてからは、世界でも名高いスキー・リゾートとなった。ワサッチ山脈の乾燥しパウダー状の雪は世界でも最もスキーに適していると考えられており、ユタ州の車のナンバープレートには、「地球上でも最も偉大な雪」という表示がある。ソルトレイクシティは2002年冬季オリンピック、2034年冬季オリンピックの開催地に選ばれ、地域経済に大きな好況をもたらした。スキー場の人気が高まり、オリンピックに使われたワサッチフロントに散らばる多くの会場は、現在でもスポーツイベントに使われている。さらにこのオリンピックは、UTA TRAXと呼ばれるソルトレイク・バレー内のライトレール体系の発展に寄与し、市周辺の高規格道路の再整備に繋がった。
1957年、ユタ州は州立公園委員会を創設し、4つの州立公園を指定した。今日では43の州立公園と幾つかの未開発地域があり、その総面積は95,000エーカー (380 km2)、水域は100万エーカー (4,000  km2) 以上となっている。北はアイダホ州との州境にあるベア湖州立公園から、南東フォー・コーナーズにあるエッジ・オブ・ザ・シーダーズ州立公園博物館まで、州内のあちこちに鏤められている。ユタ州立公園にはオフ・ハイウェー車、ボーティングおよび散策道の各事務所がある。
20世紀後半にユタ州は急速に成長した。1970年代の成長は郊外化が甚だしかった。当時サンディの町が国内で最も成長速度の高い都市の1つだった。今日では州内のあちこちで、人口増加が起こっている。デービス郡北部、ソルトレイク郡の南部と西部、サミット郡、トゥーイル郡東部、ユタ郡、ワサッチ郡およびワシントン郡で成長速度が高い。開発のために農業用地や原生地がなくなっていくので、交通と都市集中が大きな政治問題になっている。

## 地理

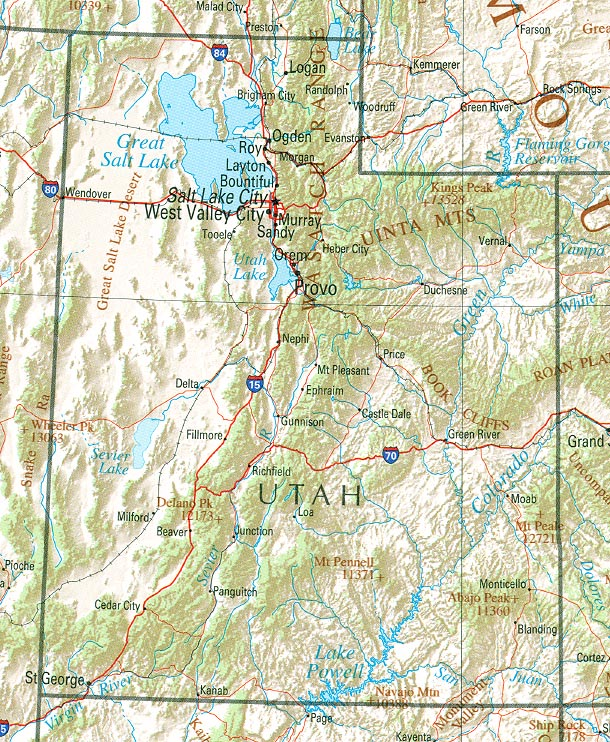
ユタ州

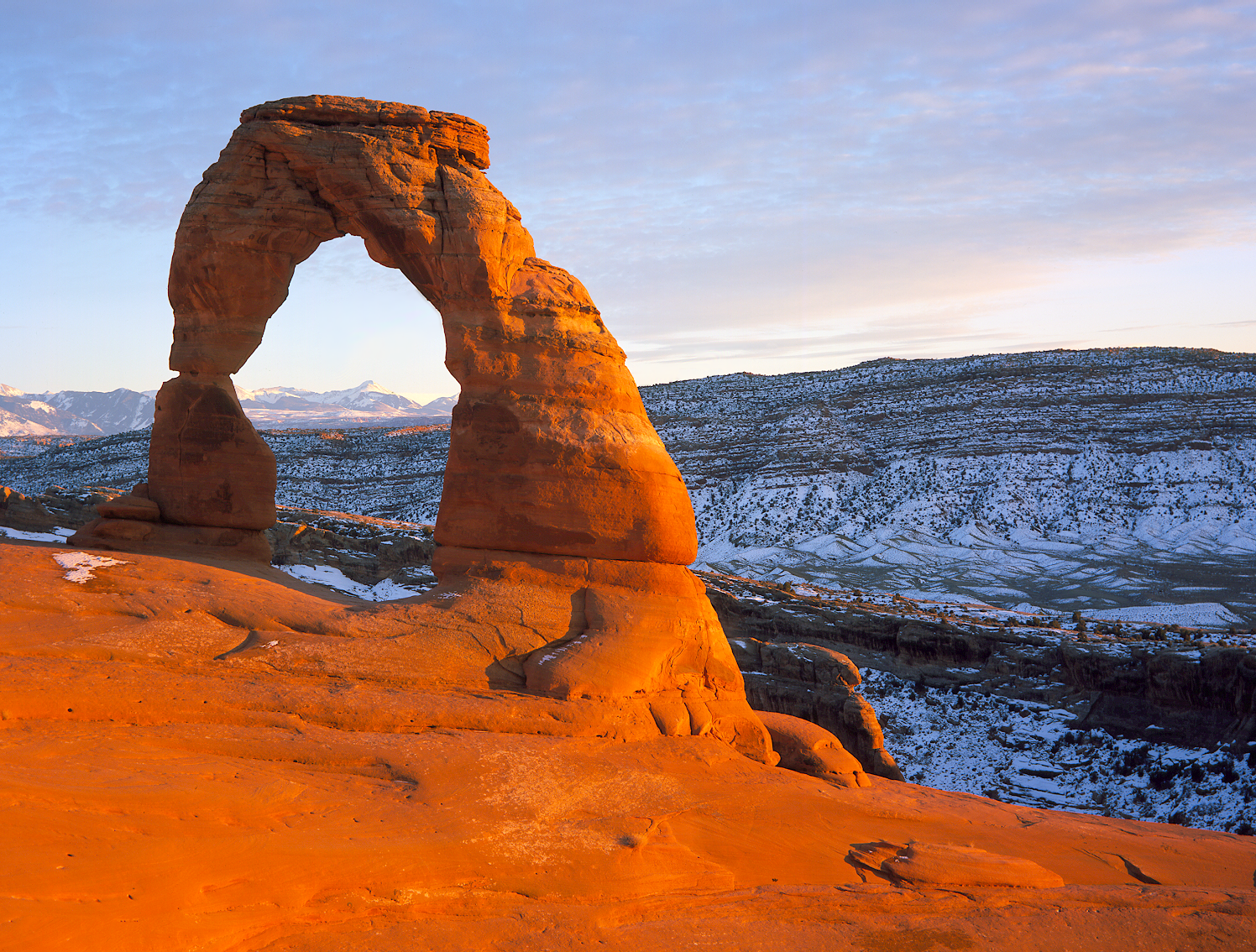
アーチーズ国立公園にあるデリケート・アーチ

ユタ州はフォー・コーナーズ州の1つであり（Four Corners Monument）、北部でアイダホ州及びワイオミング州、東部でコロラド州、南東隅でニューメキシコ州、南部でアリゾナ州、並びに西部でネバダ州と隣接している。総面積は84,899 平方マイル (219,887 km2) である。州境がそれぞれ1つの緯度あるいは経度の上にある直線で構成されている州として、合衆国に3つある州の1つである（他にワイオミング州とコロラド州）。
ロッキー山脈、グレートベースン、コロラド高原という3つの地形的に特徴のある地域があり、砂丘のある乾燥した砂漠から松の森林に覆われた山岳部のバレーまでがある。
ユタ州を定義している特徴の1つには自然的特徴からみた多様な地形がある。州の北中央部には海抜約12,000 フィート (3,650 m) とそびえるワサッチ山脈がある。これらの山脈の一部は毎年500 インチ (1,250 cm) 以上にもおよぶ積雪があり、スキーにとっていい環境である、軽く、ふわふわした雪が評価を得ている、世界的に名高いスキーリゾートの拠点になっている。ユタ州の北東部は東西方向に、13,000 フィート (3,950 m) またはそれ以上に高くそびえる、ユインタ山地がある。標高13,526 フィート (4,123 m) とユタ州の最高地点である、キングス峰はユインタ山地に位置している。
ワサッチ山脈西側麓にはユタ州の最も人口が多い場所であるバレーと盆地が連続しているワサッチフロントである。オグデン、ソルトレイクシティ、レイトン、ウエストバレーシティー、サンディー、ウェストジョーダン、オレム、及びプロボの主要な都市は北端のブリガムシティから南端のニーファイまでほぼひと続きになって、この地域内に位置している。ユタ州の人口のおおよそ75%はこの回廊地帯で暮らしていて、人口の増加が急である。
ユタ州西部は起伏が交互に連続するベイスン・アンド・レンジ地形であり、植生的には大部分が不毛の砂漠である。小規模な山脈と岩だらけの地形が風景をきわ立たせている。しかし、ボンネビル・ソルトフラッツ（塩原）は例外的に、比較的平坦である。ユタ州西部の大部分はボンネビル湖におおわれていた事があった。ボンネビル湖はグレートベースン東部の大半に広がっていたので、グレートソルト湖、ユタ湖、セビア湖およびラッシュ湖は全てこの古代の淡水湖の名残である。グレートソルト湖の西側はネバダ州境までグレートソルトレイク砂漠であり、ユタ州内で最も不毛な地域である。この乾燥地帯で唯一の例外はスネーク・バレーであり、スネーク山脈、ディープクリーク山脈などスネーク・バレーの西にある高山帯から雪が解けてできる地下水で、大きな泉や湿地があり、比較的緑が豊かである。スネーク山脈南部のネバダ州との州境にはグレートベースン国立公園がある。ユタ州西部の有名な観光地はデルタの西にあるノッチ峰であり、北アメリカで最も高い石灰岩の崖がある。

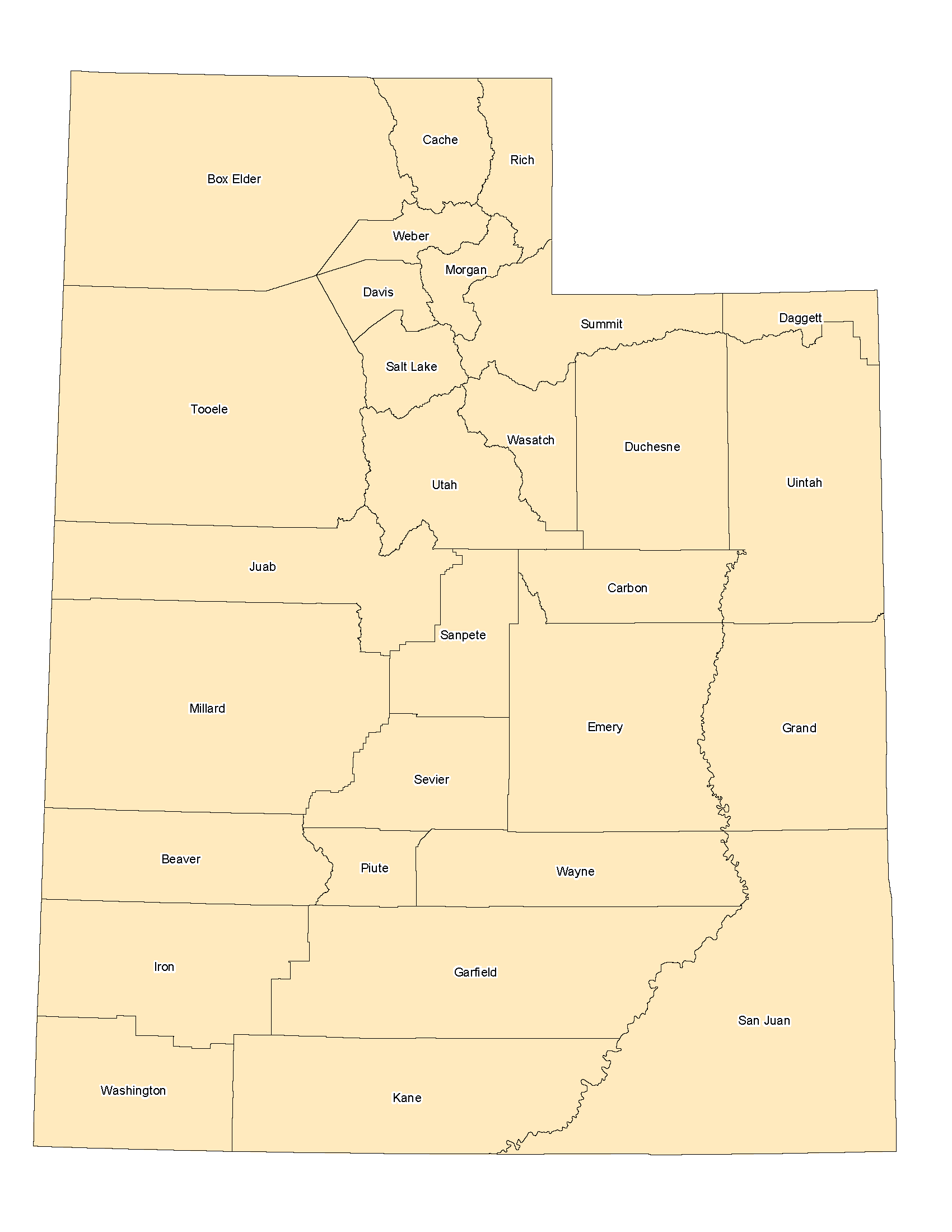
州内の郡区分図

南部と南東部（特にコロラド高原）の大半の景色は砂岩であり、特にカイエンタ砂岩とナヴァホ砂岩が有名である。メキシコのカリフォルニア湾まで続くコロラド川並びにその支流は砂岩を激しく侵食し、その間を縫うように流れている。また、風と雨も100万年以上前から柔らかい砂岩を浸食している。渓谷、小峡谷、アーチ、尖塔、ビュート（孤立した丘）、絶壁、及びメサ（周囲が急斜面で頂上が平らな地形）はユタ州南中部並びに南東部の至る所で見る事ができる。この地域にはアーチーズ、ブライスキャニオン、キャニオンランズ、キャピトルリーフ、及び ザイオンの各国立公園、シーダーブレイクス、グランド・ステアケース・エスカランテ、ホベンウィープ、及びナチュラルブリッジスの各国立モニュメント、グレンキャニオン国立レクリエーションエリア（人気のある観光地、パウェル湖）、デッドホース・ポイント 及びゴブリン・バレーの各州立公園、並びにモニュメントバレーがあり、人気のある写真や数多くの映画の撮影場所ともなったところでもある。南東部はラ・サル、アバホおよびヘンリーの各山脈がある。
州東部は標高の高い地域であり、特にタバプッツ台地やサンラファエル・スウェルなど台地や盆地で大半が覆われ、近づきがたいままである。ユインタ盆地には東部人口の大多数が住んでいる。経済の根幹は鉱業、オイルシェール、石油および天然ガスの採掘であり、牧畜業や観光業もある。東部の土地の多くはユインタ・ユアレイ・インディアン居留地の部分になっている。北東部で人気のある観光地はバーナルに近いダイノソー（恐竜）国立保護区である。
南西部は最も標高が低く、また最も暑い地域である。初期の開拓者がここで綿花を栽培できたのでディキシーと呼ばれている。南西部の外れにあるビーバーダム・ウォッシュが州内で最も標高の低い地点であり、約2,000フィート (610 m) である。モハーヴェ砂漠の最北部がこの地域に掛かっている。ディキシーは急速にレクリエーションと引退後の目的地になっており、人口が急増している。ワサッチ山脈はニーファイに近いネボ山で終わるが、この山地の終端から複雑な一連の山地がユタ州の背骨に沿って南に延びている。ディキシーの北、シーダーシティの東には州内で最も標高の高いスキー場であるブライアンヘッドがある。
アメリカ合衆国の西部と南西部の州と同様に、連邦政府がユタ州内の土地の多くを所有している。土地の70%以上は土地管理局の公有地、ユタ州信託土地、国有林、国立公園、国立モニュメント、国立レクリエーション地域あるいは保護原生地となっている。

### 気候
ユタ州は亜乾燥気候から砂漠気候に分類されるが、多くの山岳部は様々な気候となり、ユインタ山脈の最高地点は森林限界より高い。乾燥した気候はカリフォルニア州とネバダ州のシエラネバダ山脈の雨陰にあるからである。州の東半分はワサッチ山脈の雨陰になる。州内の降水量の源は太平洋であり、10月から5月に多い太平洋性暴風の通り道にある。夏季には特に南部と東部がカリフォルニア湾から吹いてくるモンスーンの通り道になる。低標高地域の大半は年間降水量が12インチ (300 mm) 未満であり、州間高速道路15号線が通るワサッチフロントは年間降水量が約15インチ (380 mm) になる。グレートソルト湖砂漠が最も乾燥し、降水量は5インチ (125 mm) である。南部外れのバレーを除き降雪はふつうに見られる。セントジョージの年間降雪量は約3インチ (7.5 cm) に過ぎないが、ソルトレイクシティ市では約60インチ (150 cm) にもなる。これはグレートソルト湖の湖水効果による雪であり、湖の南、南東および東で雪が多い。湖水効果による雪が降るワサッチ山脈の一部では年間降雪量が500インチ (1,250 cm) にもなる。常に乾燥してふわふわした雪が降るので、1980年代に「地球上で最も偉大な雪」というスローガンを採用するようになった。冬季には気温の逆転が起こり、特にユインタ盆地では深い靄や霧が数週間続くこともある。冬以外では空気がきれいであるが、冬の逆転現象のために国内でも最悪の大気汚染の地となっている。

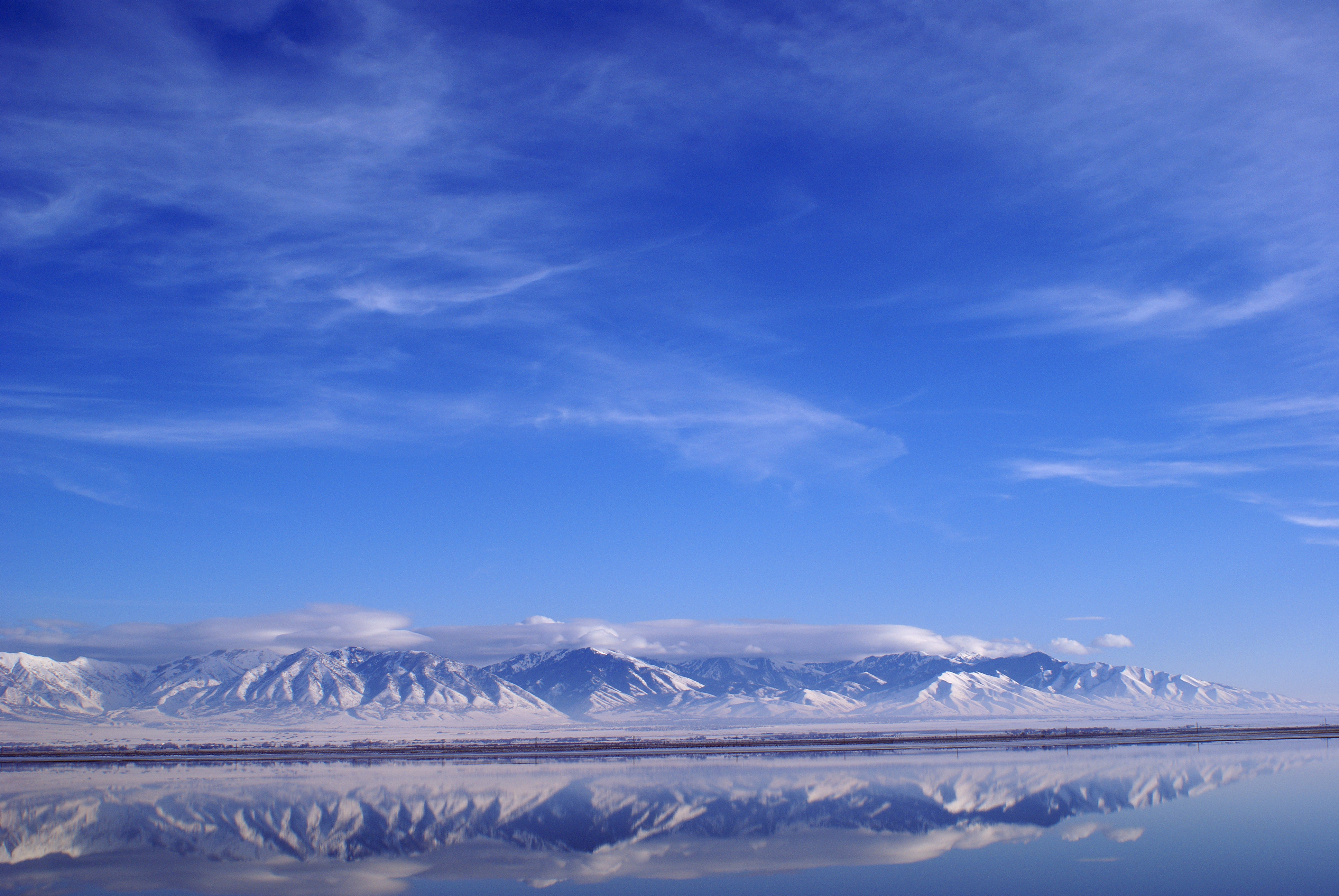
冬季のグレートソルト湖に近い山脈

ユタ州の気温は極端に走りやすい。その標高故に冬は寒く、夏は山岳地と高山のバレーを除いて全体に大変暑い。通常は州の北部と東部にある山岳地のお陰で冷たい空気が吹き込むことから守られているが、時として寒帯の冷たい空気が吹き込むことがある。1月の平均最高気温は北部のバレーでの30°F (−1 ℃) 程度から、セントジョージの55°F (13 ℃) まで幅がある。州の大半の地域で0°F (−18 ℃) 以下まで冷え込むことがあり、ランドルフの町の場合などそうした日が年に50日もある所もある。7月の平均最高気温は約85°F (29 ℃) から100°F (38 ℃) である。しかし、低湿度と高標高のために温度変化が大きく、夏の夜は冷涼である。州内の過去最高気温は2007年7月4日にセントジョージで記録された118°F (48 ℃) であり、過去最低気温は1985年2月1日に北部のベアリバー山脈にあるピーターシンクスで記録された-69°F (-56 ℃) である。ただし、人の住んでいる地域での過去最低気温は1932年12月12日にウッドラフで記録された-49°F (-45 ℃) である。
西部の州の大半と同様に雷雨が来る日は少ない。年間平均で40日未満であるが、起こった時は短時間だが激しくなることがある。特に南部と東部では7月半ばごろから9月半ばのモンスーンの季節に起こりやすい。乾燥した落雷と概して乾燥した気象のために夏は山火事を発生することもあり、また南部の岩の多い地形では特に鉄砲水を生むこともある。北部では春が最も雨の多い季節であるが、南部や東部では晩夏に雨が多い。竜巻はあまり発生せず、年間に2個ほどであり、その強度もEF1を超えることは滅多にない。しかし、1999年8月11日にソルトレイクシティ中心街を抜けたソルトレイクシティ竜巻は前例のないF2の強度であり、1人が死亡、60人が負傷し、被害総額は1億7,000万ドルに上った。ユタ州の歴史の中で、1884年7月6日にサミット郡でキャンプをしていた7歳の少女が竜巻で亡くなったのがもう一つの死亡災害である。最近の竜巻としては2002年9月8日にマンタイを襲った強度F2のものがあった。1993年8月11日にドゥーシェインの北、ユインタ山脈の標高10,500フィート (3,200 m) の地を襲った強度F3の竜巻はボーイスカウトのキャンプ場に被害を与えた。この竜巻はユタ州で記録された最強強度となっている。

## 人口動態

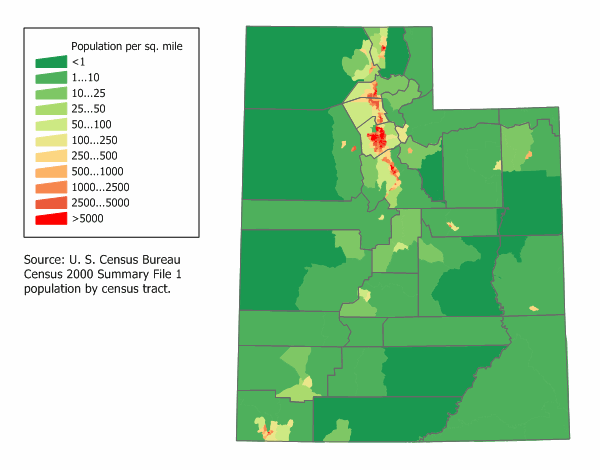
人口密度図

ユタ州の人口重心はユタ郡リーハイ市付近となっている。2020年国勢調査によるユタ州の人口は3,271,616人で、2010年国勢調査時点から18.37%の増加であった。これは全米50州で最大の増加率であった。
州人口の8割以上はワサッチ山脈がその東側を南北に走っている都市圏であるワサッチフロントに並ぶ都市と町に住んでいる。ワサッチフロント以外の地域でも人口は増加している。セントジョージ都市圏はラスベガス都市圏に次いで、国内2番目に成長速度の高い都市圏であり、ヒーバー小都市圏もフロリダ州パームコーストに次いで国内2番目に成長速度の高い小都市圏である。
ユタ州には5つの都市圏 (ローガン、オグデン・クリアフィールド、ソルトレイクシティ、プロボ・オレム、及びセントジョージ)、並びに4つの小都市圏 (ヒーバー、バーナル、プライス、及びシーダーシティ) がある。
なお、2009年度の健康度統計調査においては、ユタ州は全米第2位であった。

### 人種及び祖先による構成比
この州の人種による構成比は以下のとおりである。
- 80.4% ヒスパニック以外の白人
- 13.0% ヒスパニック
- 2.0% アジア
- 1.0% インディアン
- 0.9% アフリカ系
- 0.9% 太平洋諸島系
- 1.8% 混血

この州内で祖先による構成比は以下のとおりである。
- 27.3% イングランド系
- 12.3% スカンディナヴィア系（デンマーク系5.8%、スウェーデン系4.1%、ノルウェー系2.4%）
- 12.1% ドイツ系
- 9.9% メキシコ系
- 6.6% アメリカ人
- 6.2% アイルランド系
- 4.6% スコットランド系
- 2.2% フランス系
- 2.2% ウェールズ系
- 1.4% スコットランド＝アイルランド系
- 1.3% スイス系

### 宗教
1847年のモルモン開拓者移住以来、ソルトレイクシティに定着したキリスト教系新宗教の末日聖徒イエス・キリスト教会（モルモン教）によって開かれた州であり、近年では他州・諸外国からの移民の流入などにより教徒の割合が年々減ってきているが、2007年時点でもモルモン教徒が全州人口の約60.7%を占めている。
モルモン教は二大政党に対して中立政策を採っているが、教会の教義は政治に対して強い影響を与えている。教会の教義の別の影響力の顕れとして高い出生率が上げられ、全国平均よりも25%高く、合衆国の中で最も高い州である。ユタ州のモルモン教徒は政治的な問題では保守的になる傾向があり、有権者の大多数は共和党に投票することの多い無党派層である。2008年アメリカ合衆国大統領選挙では共和党のジョン・マケインが62.5%を獲得し、2004年のジョージ・W・ブッシュは70.9%を獲得した。

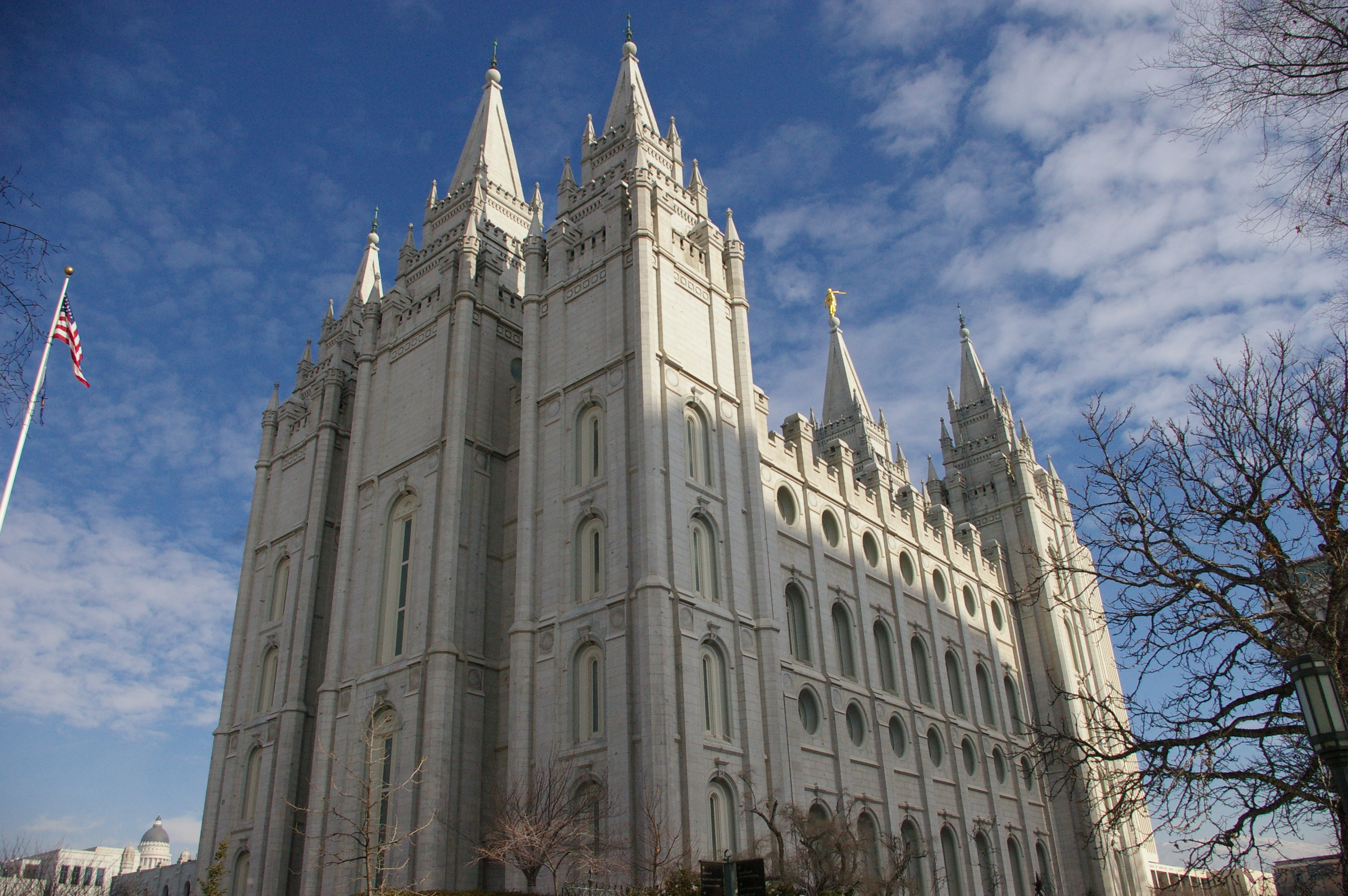
末日聖徒イエス・キリスト教会のソルトレイク神殿、テンプルスクエアにあり主要な観光地となっている

2008年時点で、ユタ州の人々の信仰する宗教による構成比は以下の通りである。
- モルモン教 – 58%
- キリスト教 – 25%
  - プロテスタント – 15%
    - 福音主義派 – 7%
    - メインライン・プロテスタント – 6%
    - ブラック・プロテスタント – 1%

  - ローマ・カトリック – 10%
  - 他のキリスト教 – <1%
- 他の宗教 – 1%
- 無宗教 – 16%

敬虔で穏やかな人々が培ってきた風土であるとされ、治安も良いことで知られる（モーガン・クイットノーによる2008年度調査によれば治安の良い方から全米13位である。ローガン市は小規模都市を含めた治安で全米一位とされている）。

### 年齢と性
ユタ州は出生率が高く、国内で最も平均年齢が若い。男性の数が女性のそれを上回っていることでは数少ない非南部州の1つである。2000年時点で女性は49.9%、男性は50.1%となっている。

## 主要な都市及び町
ユタ州の都市一覧：ABC 順 - 人口別による順位
2000年度の国勢調査によると、ユタ州は1990年から2000年の10年間にアメリカ合衆国内で4番目（29.6%）に早い成長をとげた州であり、2010年度の国勢調査では、2000年から2010年の間にネバダ州に次いで2番目に成長速度の高い州となった（23.8%）。南西部にあるセントジョージはラスベガスに続いて、アメリカ合衆国内で2番目に早い成長をとげた都市圏である。
2010年度の国勢調査で、州内の人口成長速度の高い郡はワサッチ郡（54.7%）、ワシントン郡（52.9%）、トゥーイル郡（42.9%）の順だった。増加した絶対数ではユタ郡が148,028人で最大だった。2000年から2010年にかけて大きな増加がみられた都市は、サラトガスプリングス（1,673%）、ヘリマン（1,330%）、イーグルマウンテン（893%）、シーダーヒルズ（217%）、サウスウィラード（168%）、ニブリー（166%）、シラキュース（159%）、ウェストヘイブン（158%）、リーハイ（149%）、ワシントン（129%）、スタンスベリー（116%）であり、すべて2倍以上となった。
- ソルトレイクシティ
- ローガン
- プロボ
- パークシティ
- サンディ

| 順位 | 都市                 | 市域人口 （2020年） | 陸地面積 （km2） | 人口密度 （人/km2） | 郡             |
| ---- | -------------------- | ------------------- | ---------------- | ------------------- | -------------- |
| 1    | ソルトレイクシティ   | 199,723             | 285.8            | 698.8               | ソルトレイク郡 |
| 2    | ウェストバレーシティ | 140,230             | 92.8             | 1,511.1             | ソルトレイク郡 |
| 3    | ウェストジョーダン   | 116,961             | 83.7             | 1,397.4             | ソルトレイク郡 |
| 4    | プロボ               | 115,162             | 108.0            | 1,066.3             | ユタ郡         |
| 5    | オーレム             | 98,129              | 48.2             | 2,035.9             | ユタ郡         |
| 6    | サンディ             | 96,904              | 62.5             | 1,550.5             | ソルトレイク郡 |
| 7    | セントジョージ       | 95,342              | 203.2            | 469.2               | ワシントン郡   |
| 8    | オグデン             | 87,321              | 71.4             | 1,223.0             | ウィーバー郡   |
| 9    | レイトン             | 81,773              | 58.3             | 1,402.6             | デービス郡     |
| 10   | サウスジョーダン     | 77,487              | 57.5             | 1,347.6             | ソルトレイク郡 |

| 広域都市圏 | 人口（2020年） |
| --- | -------------- |
| ソルトレイクシティ・プロボ・オレム ソルトレイクシティ、オグデン・クリアフィールド、プロボ・オレム各大都市圏およびヒーバー小都市圏の合計 | 2,701,129      |

| 順位 | 大都市圏                   | 人口 （2020年） | 郡                                                       |
| ---- | -------------------------- | --------------- | -------------------------------------------------------- |
| 1    | ソルトレイクシティ         | 1,257,936       | ソルトレイク郡、トゥーイル郡                             |
| 2    | オグデン・クリアフィールド | 694,863         | デービス郡、ウィーバー郡、ボックスエルダー郡、モーガン郡 |
| 3    | プロボ・オレム             | 671,185         | ユタ郡、ジューアブ郡                                     |
| 4    | セントジョージ             | 180,279         | ワシントン郡                                             |
| 5    | ローガン                   | 147,348         | キャッシュ郡、アイダホ州フランクリン郡                   |

| 順位 | 小都市圏       | 人口 （2020年） | 郡                     |
| ---- | -------------- | --------------- | ---------------------- |
| 1    | ヒーバー       | 77,145          | サミット郡、ワサッチ郡 |
| 2    | シーダーシティ | 57,289          | アイアン郡             |
| 3    | バーナル       | 35,620          | ユインタ郡             |
| 4    | プライス       | 20,412          | カーボン郡             |

- オグデンは近年、特に製造業分野の発展が著しい。また、スペースシャトルなどの製造会社の本社がある（製造工場はさらに北に位置する）。日系人移民が古くからいた都市でもある。

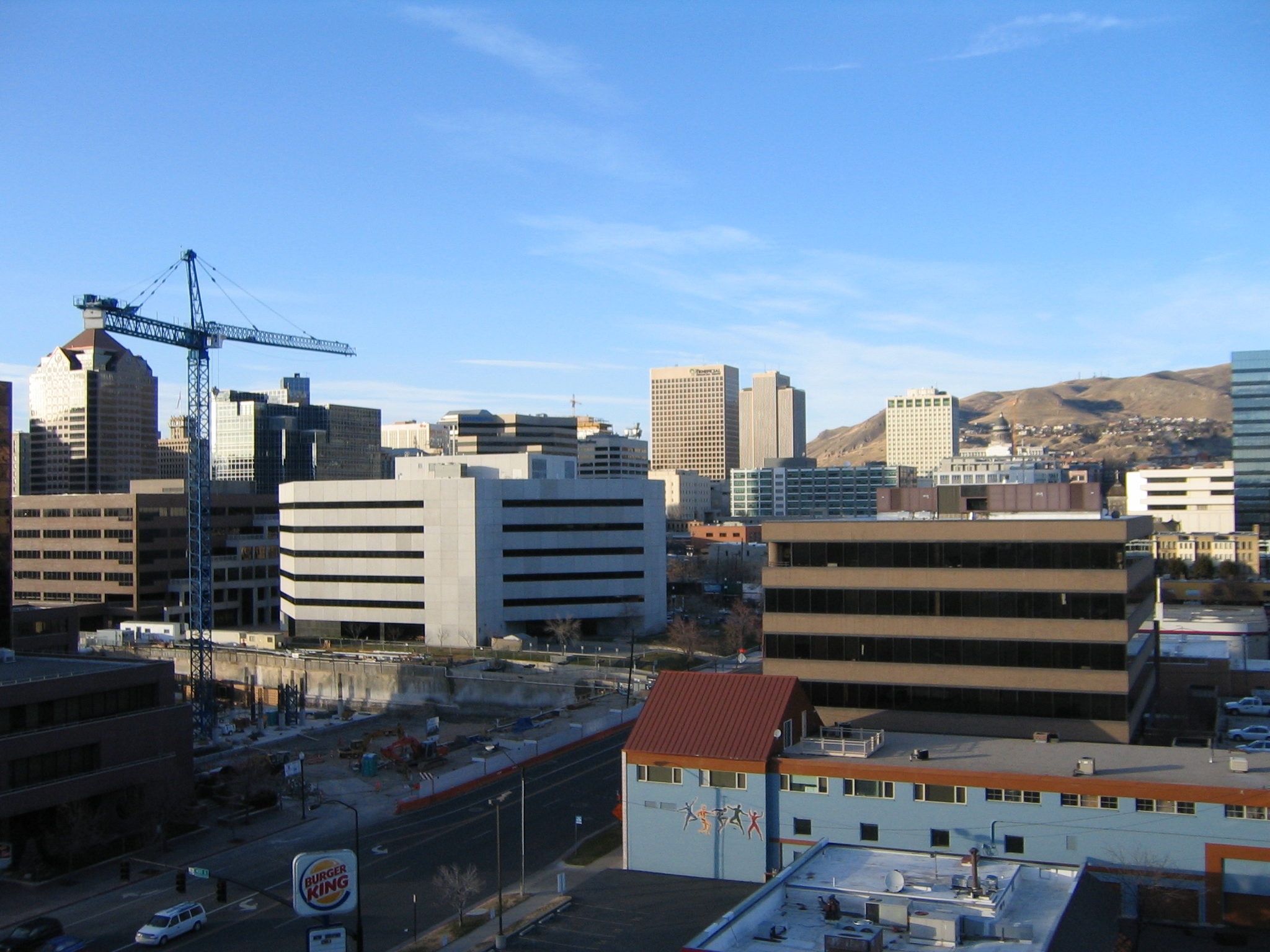
パークシティは、スキーリゾートとして有名であり、2002年ソルトレークシティオリンピックの会場にもなった。また、サンダンス映画祭やスラムダンス映画祭の開催地としても知られている。
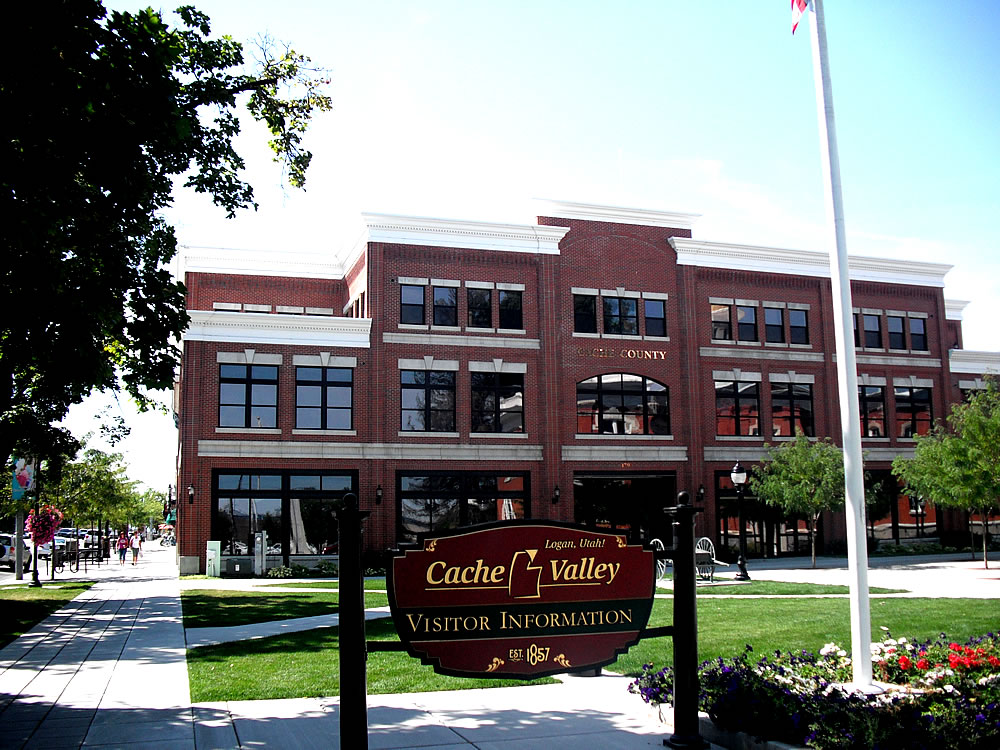
ローガン
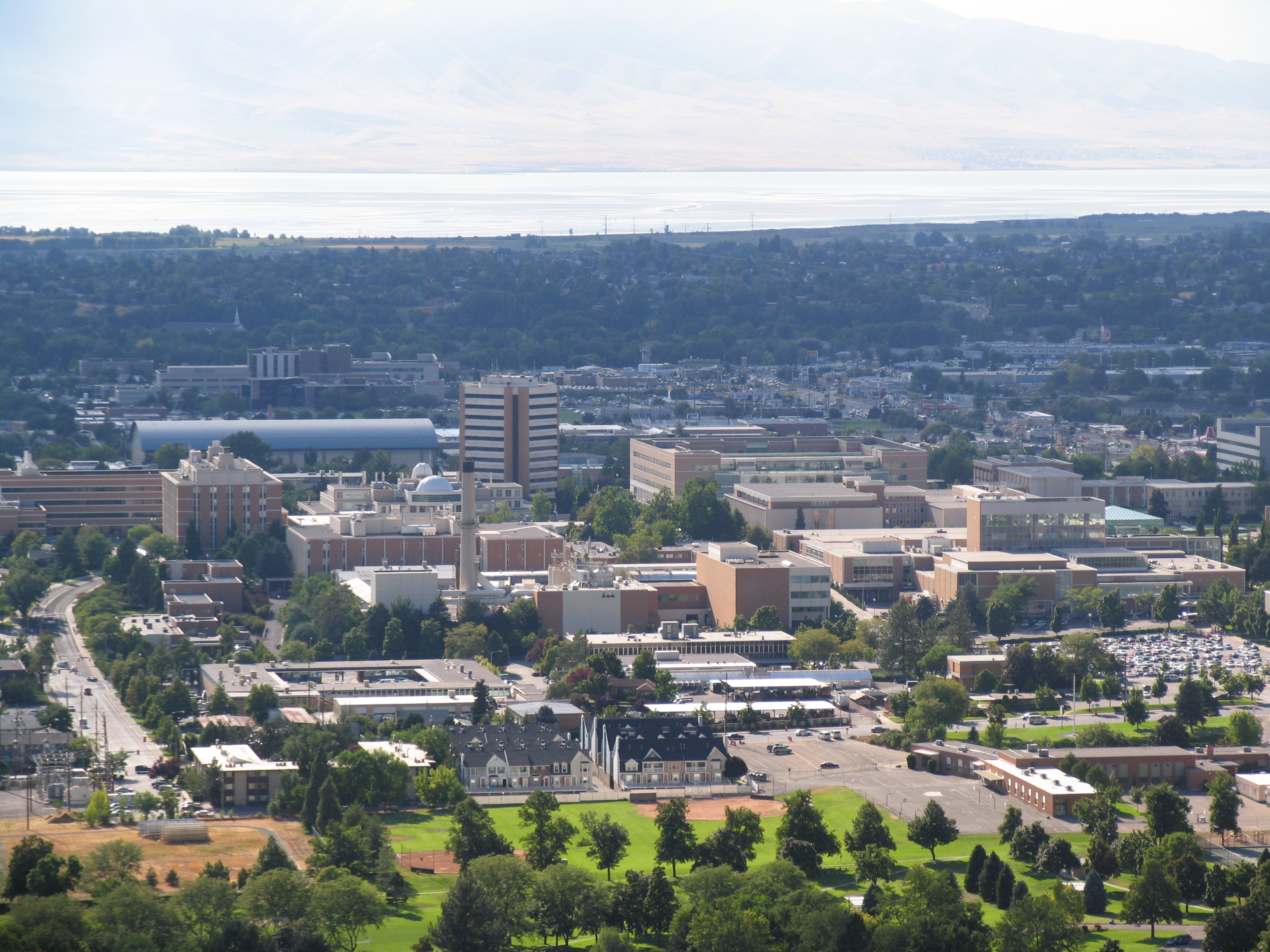
プロボ
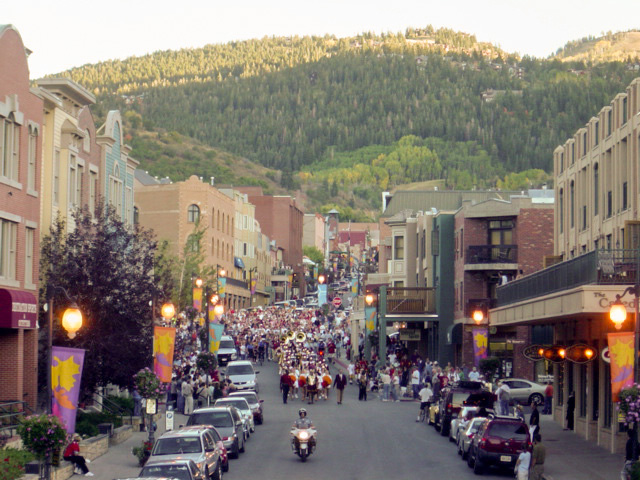
パークシティ
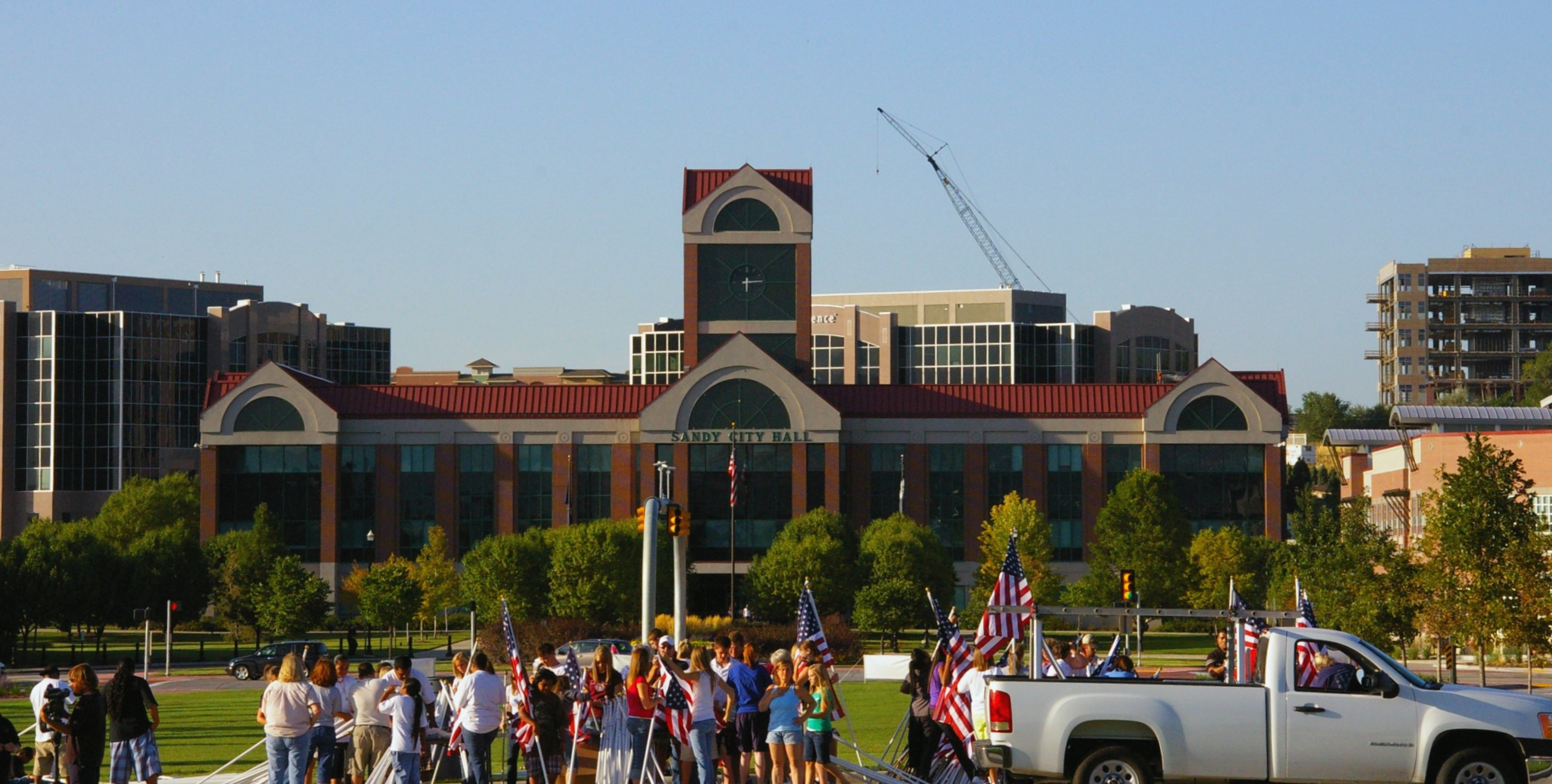
サンディ

## 政治と法律
関連項目：ユタ州知事の一覧、List of Utah State Legislatures、Utah State Senate 及び Utah House of Representatives
多くのアメリカ合衆国の州と同じく、ユタ州政府は行政、立法、司法の三権が分立している。
行政府の首長である州知事の任期は4年間である。立法府のユタ州議会は上院と下院の両院制である。上院議員は任期4年間であり、下院議員の任期は2年間である。会期は毎年1月に始まり、45日間である。
司法府の最高機関はユタ州最高裁判所であり、5人の判事は知事によって指名され、その後審査投票が行われる。控訴裁判所は第一審裁判所から上がってきた事件を取り扱う。第一審裁判所とは地区裁判所と治安裁判所である。全ての判事は最高裁判所判事と同様に、指名後に審査投票が行われる。

### 郡
ユタ州は郡として指定される政治小区分に分割される。1918年から現在の29郡体制となっており、その広さは304平方マイル (787 km2) から7,821平方マイル (20,256 km2) まである。

### 女性の権利
ユタ州は準州時代の1870年に女性の参政権を認めた。これは州に昇格する26年も前のことだった。アメリカ合衆国の中ではワイオミング州に次いで2番目だった。しかし、1872年、準州政府におけるモルモン教の影響力を抑えるために、連邦政府はエドマンズ・タッカー法を通した。この法の1つの条項は女性参政権の撤廃だった。ユタが州に昇格した1896年になって、女性参政権が復活した。
1972年に提案された男女平等権に関するアメリカ合衆国憲法の修正提案をユタ州は批准しなかった。他に14の州がこの条項を批准せず、修正は成立しなかった。

### 州憲法
ユタ州憲法は1895年に発効した。このとき、ユタが州昇格を申請したときの連邦議会の要求に従って一夫多妻制を違法としたこと、準州時代に制定した女性参政権を復活させたことが特筆される。その発効以降、何度も修正を重ねてきている。

### その他の州法
ユタ州はハワイ州と並んであらゆる形態のギャンブルを違法とすることでは2つしかない州の1つである。またアルコール飲料を統制する州でもある。ユタ州アルコール飲料統制省はアルコールの販売を規制している。ワインやスピリットは州営の酒販売店でのみ購入でき、地方政府は日曜日にビールなどのアルコール飲料の販売を禁止できる。食料雑貨店やコンビニエンスストアでの果実酒販売を禁止している。州法では、商品の前面に州が承認したラベルを貼り、アルコールが含まれていることとその濃度を太字の大文字で表示しなければならないとしている。
近年では、州政府はITを利用した情報処理の一元化・効率化に積極的に乗り出している。また、2008年8月4日より、環境問題へ配慮して通勤による車の排気ガスを減らし、また渋滞解消や節電・節税効果などを狙って、大学・裁判所・刑務所などを除く州の職員の7割を、一日の勤務時間を増やすことによって週4日勤務制（週休3日制）にすることを決めた。
2007年に「教育における親の選択についての法律」が成立した。

### 死刑制度
ユタ州には死刑制度があり、その執行方法は2004年に薬物注射によるものに限定されたが、それ以前は銃殺によるものも選択可能だった。2010年6月18日に、1985年に死刑判決を受けて自ら銃殺刑を希望した囚人に対して1996年以来となる銃殺刑が執行された。この銃殺刑は、アメリカにおいて死刑制度が復活した1976年以降3件目で、残り2件もユタ州で執行されている。

### 末日聖徒イエスキリスト教会（通称モルモン教）との関係
モルモン教徒が開いた州なので、政治、法律にもそれが影響している。飲酒、喫煙などには制限がかけられているが、観光客や非モルモン教徒の増加もあり、近年変化が見られる。特に酒を専門に飲むバーは会員制（プライベートクラブ）であったが、2009年夏より廃止され、会員登録や会費は必要なくなった。またアルコール（州で定めたビールなどの低アルコール類はスーパーなどでも販売）の販売は州の酒販売店に限られている。こちらは特に会員制度を取っている訳でも無く、通常の酒屋と変わらない。ウィスキー、バーボン、日本酒、ワイン、ラムなど一通り全て揃っている。市内のモール内にある飲食店で、日曜日にアルコールを提供する関係で教会と揉めている。ソルトレイクシティー市内の教会員の割合も50%を切っている現実から、現実に即した対応も必要になってきている。観光地ではワインフェスティバルも開催され、市内のイベントやユタ州祭ではビールなど普通にアルコール類が提供されている。
住民の多くが末日聖徒イエスキリスト教会の会員であり、妊娠中絶、（異性結婚とまったく同じ権利を認めるという点で）同性愛に反対している。近年、他州や諸外国からの人口の流入に伴い、妊娠中絶や同性愛の権利を掲げる大規模なデモが州都ソルトレイクシティなどで毎年行われている。また、現州知事のゲーリー・ハーバートは、同性愛団体のひとつと会談し、同性愛者に対する差別をすべきではないと明言している（ただし法律の改正に関しては、同性愛者を法律の上で厳密に定義することについて困難があるとして慎重姿勢を見せている）。

### 政治
| 年     | 共和党         | 民主党         |
| ------ | -------------- | -------------- |
| 2020年 | 58.13% 865,140 | 37.65% 560,282 |
| 2016年 | 45.54% 515,231 | 27.46% 310,676 |
| 2012年 | 72.79% 740,600 | 24.75% 251,813 |
| 2008年 | 62.25% 596,030 | 34.22% 327,670 |
| 2004年 | 71.54% 663,742 | 26.00% 241,199 |
| 2000年 | 66.83% 515,096 | 26.34% 203,053 |
| 1996年 | 54.37% 361,911 | 33.30% 221,633 |
| 1992年 | 43.36% 322,632 | 24.65% 183,429 |
| 1988年 | 66.22% 428,442 | 32.05% 207,343 |
| 1984年 | 74.50% 469,105 | 24.68% 155,369 |
| 1980年 | 72.77% 439,687 | 20.57% 124,266 |
| 1976年 | 62.44% 337,908 | 33.65% 182,110 |
| 1972年 | 67.64% 323,643 | 26.39% 126,284 |
| 1968年 | 56.49% 238,728 | 37.07% 156,665 |
| 1964年 | 45.14% 180,682 | 54.86% 219,628 |
| 1960年 | 54.81% 205,361 | 45.17% 169,248 |

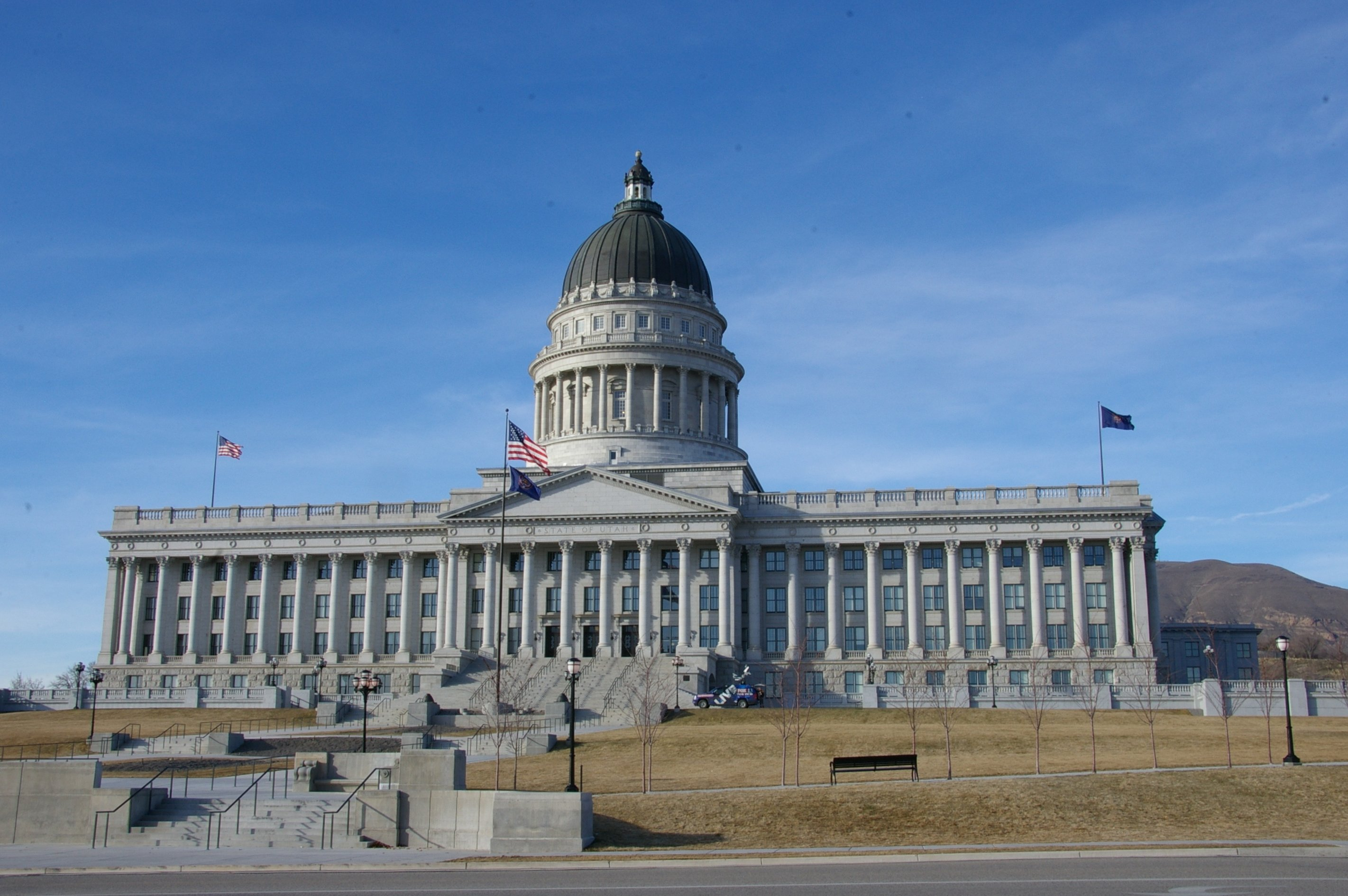
ユタ州会議事堂

19世紀後半、連邦政府は末日聖徒イエスキリスト教会の一夫多妻制を問題にした。教会は1890年に複婚を禁止し、1896年にユタが州に昇格した。モルモン開拓者の後に多くの新しい人々が州内に入ってきた。モルモン教会員と非教会員との間の関係はしばしば歪を生じさせてきた。この歪はユタ州の歴史の中で大きな要素となってきた。
ユタ州選出のアメリカ合衆国上院議員は2人とも共和党員である（2011年時点でオリン・ハッチとマイク・リー）。また同下院議員3人のうち、2人が共和党員、1人が民主党員である。2009年にユタ州知事であったジョン・ミード・ハンツマン (ジュニア)がオバマ政権下での駐中国大使に任命された。その後任は2009年8月11日に就任した共和党のゲーリー・ハーバートである。
末日聖徒イエスキリスト教会は政党やその候補者に関して中立政策を採っている。
ユタ州は圧倒的に共和党の強い州である。テキサス、アイダホに並ぶ保守共和党の牙城であるとされる。モルモン教徒と自認する者達は非教徒よりも共和党に投票する可能性が高い。
1970年代、当時のモルモン教十二使徒の一人、エズラ・タフト・ベンソンはAP通信の記事で、忠実なモルモン教徒がリベラルな民主党員になるのは難しいと語っていた。モルモン教会は多くの場合にそのような声明を公式には否定してきたが、モルモン教徒の民主党員を含め民主党候補者は、共和党は教義的に優れているという観念に共和党が乗じていると考えている。政治学者かつ世論調査評論家のダン・ジョーンズは、全国的な民主党はモルモン協会の反対している同性結婚と人工中絶認可についてリベラルな立場にあることを挙げて、この断絶を説明している。モルモン教徒の多いユタ郡の共和党はそれ自体がモルモン教会にとっての優先される選択だとしている。ユタ郡の民主党候補がモルモン教徒であり、社会的に保守的で、妊娠中絶反対の立場であったとしても、1994年以降民主党はユタ郡で勝っていない。ブリガム・ヤング大学の社会行動学学部長のデイビッド・マグレビーは昔から民主党員で政治アナリストであるが、共和党は現実にモルモン教会よりも保守的であると主張している。マグレビーは地方の保守的な民主党員はモルモン教会の教義とうまく合致するとも論じている。例えば、ユタの共和党は妊娠中絶についてほとんど反対しているのに対し、民主党は全国民主党に比べて保守的であっても、よりリベラルなアプローチをしている。アメリカ合衆国憲法修正第2条（武器を携行して自衛する権利）に関する問題で、共和党は礼拝所や公共空間で武器を隠し持つことに反対するモルモン教会と意見が一致していない。
1998年、モルモン教会は、ユタ州民が共和党の教会の機関だと考えることに懸念を表明し、終生の民主党員で教会七十人定員のマーリン・ジェンセンが教会の二大政党制を促進することを容認した。
ユタ州はアメリカ合衆国全体よりもかなり保守的であり、特に社会問題でそうである。デイビッド・マグレビーに拠れば、山岳西部の他の共和党が強い州、例えばワイオミング州と比較して、ユタ州の政治は道徳に規範を置き、自由主義的な性格は少ない。
| 年   | 共和党      | 民主党      |
| ---- | ----------- | ----------- |
| 2010 | 64% 412,151 | 32% 205,246 |
| 2008 | 78% 735,049 | 20% 186,503 |
| 2004 | 57% 473,814 | 42% 350,841 |
| 2000 | 56% 422,357 | 43% 320,141 |
| 1996 | 75% 500,293 | 24% 155,294 |

| 年   | 共和党      | 民主党      |
| ---- | ----------- | ----------- |
| 2008 | 32% 114,097 | 66% 233,655 |
| 2004 | 44% 144,928 | 48% 157,287 |
| 2000 | 52% 158,787 | 47% 144,011 |

| 年   | 共和党      | 民主党      |
| ---- | ----------- | ----------- |
| 2004 | 69% 626,640 | 28% 258,955 |
| 1998 | 64% 316,652 | 33% 163,172 |

| 年   | 共和党      | 民主党      |
| ---- | ----------- | ----------- |
| 2006 | 63% 356,238 | 31% 177,459 |
| 2000 | 66% 501,925 | 32% 241,129 |

ユタ州議会議員の約80%はモルモン教徒であるが、人口対するモルモン教徒の構成比は約61%である。1896年に州昇格を果たして以来、非モルモン教徒の州知事は2人に過ぎない。
2006年、州議会は生物学的に異なる親が合同で子供の親権者となることを禁止する法を成立させた。この法は議会を通り、互恵的な支持者である知事には拒否権を発動された。
カーボン郡の民主党員は一般的にその祖先が20世紀初期に鉱山で働くために移民してきたギリシャ、イタリアおよび南東ヨーロッパ出身の者が多い。この集団に共通の見解は特にニューディール政策の時代の労働問題政策に大きく影響されている。
サミット郡の民主党員は、1990年代にカリフォルニア州からスキー場のあるパークシティに移転してきた富裕層の副産物である。その見解は一般に労働組合に支持される経済政策とリベラル派に支持される社会政策を支持することである。
最も共和党寄りの地域はユタ郡であり、ここにはプロボ市のブリガム・ヤング大学があり、他はほとんど田園部である。この地域は一般に全国的な信教の権利の見解に添って社会的に保守的な見解を持っている。
ユタ州は1964年以来民主党の大統領候補を選んでこなかった。共和党候補はこの州で最高の得票率を上げることが多かった。1976年、1980年、1984年、1988年、1996年、2000年および2004年の選挙で全国一の得票率となってきた。1992年、当選した民主党候補ビル・クリントンは、ユタ州でジョージ・H・W・ブッシュと独立系のロス・ペローの後塵を拝して第3位となり、この点では唯一の州となった。2004年、共和党候補のジョージ・W・ブッシュはユタ州内全郡を制し、どの州よりも高い得票率差でユタ州を制した。その得票率は71.5%であり、得票率の差は46%でユタ州の選挙人5名を獲得した。1996年の選挙では、共和党候補が比較的少なく54%の得票率だったが、それでも民主党候補の34%を上回った。

## 経済

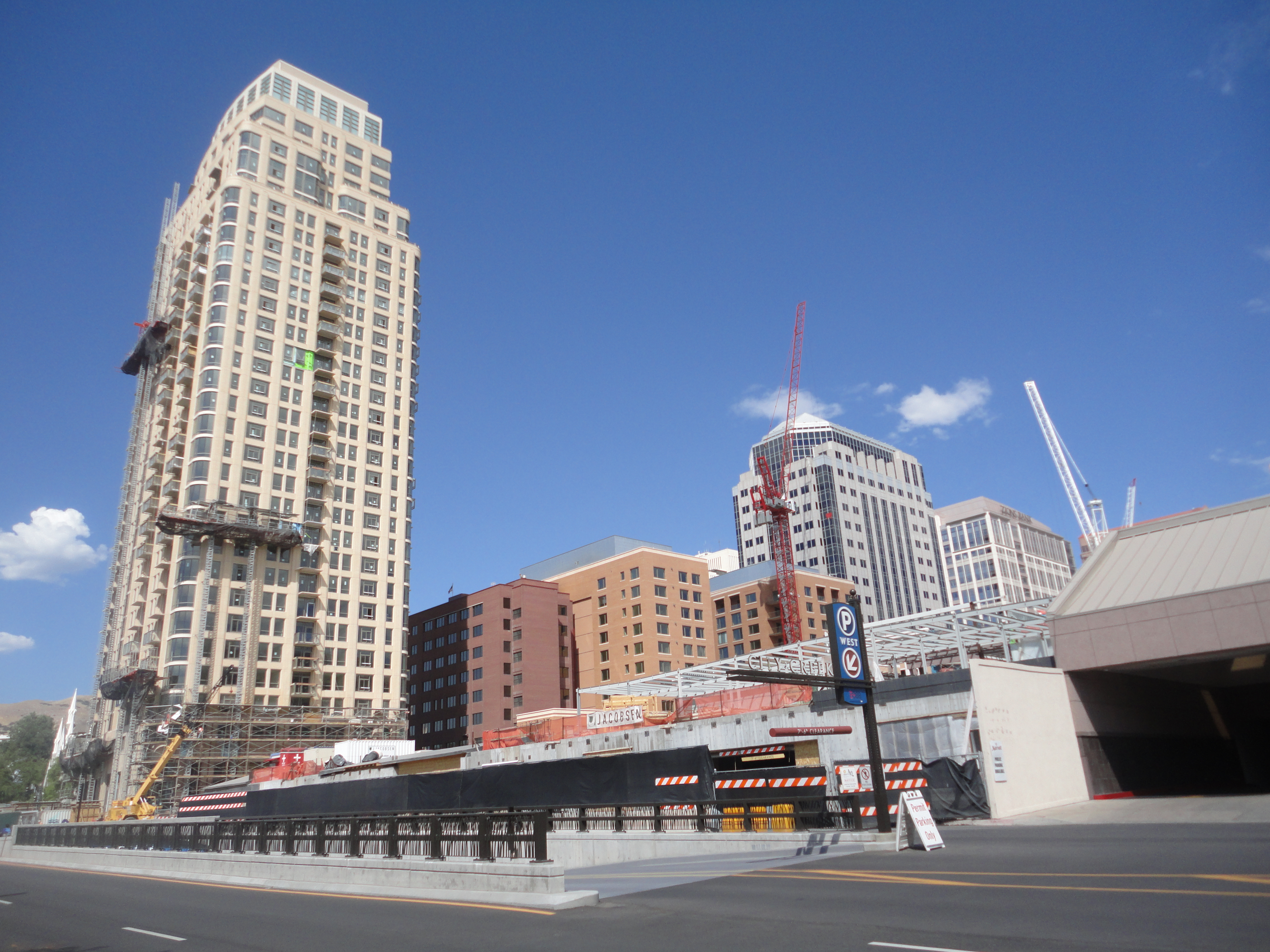
ワサッチフロントは最近の経済不況にも拘わらず大きな成長を遂げている。ソルトレイクシティ中心街にあるシティ・クリーク・センターのプロジェクトは150ないし250億ドルと評価されている。

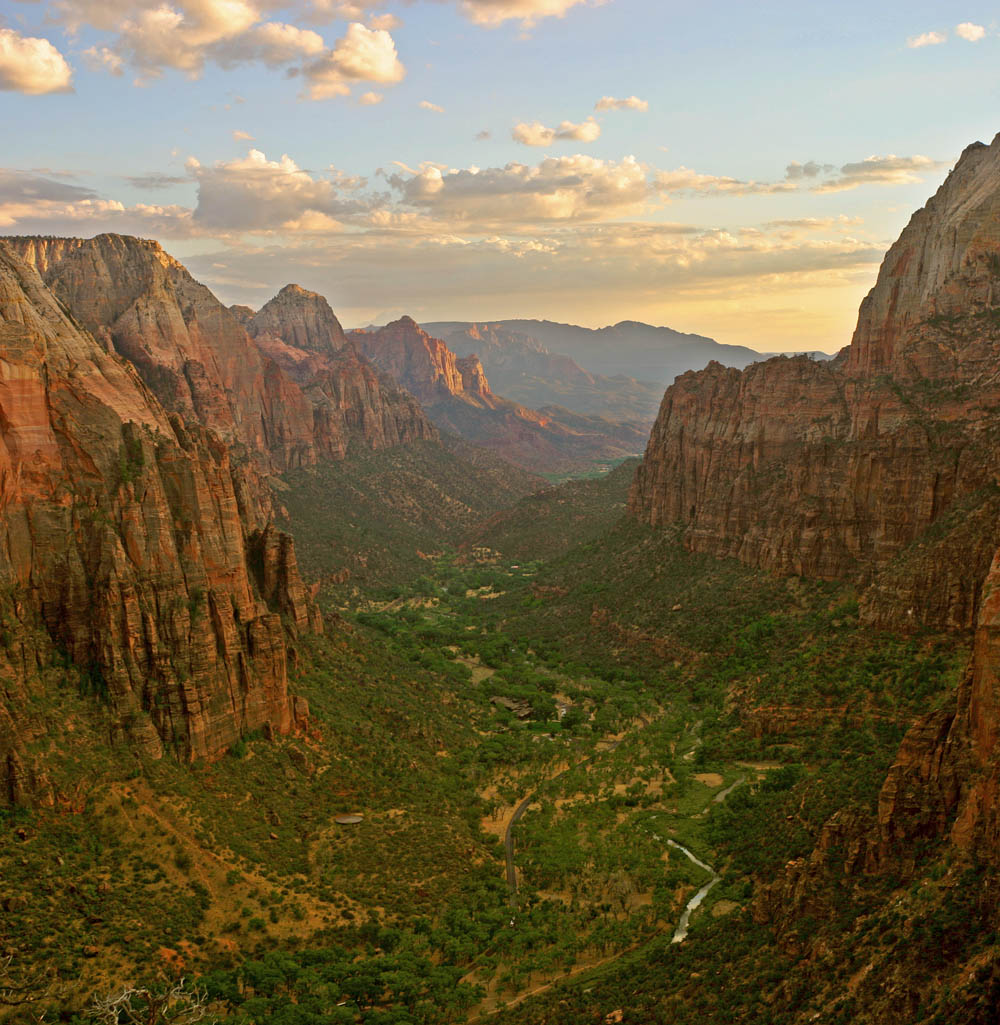
ユタ州南部のザイオン国立公園、州内には5つの国立公園がある

アメリカ合衆国経済統計局によると、2010年度のユタ州の州内総生産高は1,145億米ドルだった。これはアメリカ合衆国国内総生産高（14兆5,500億ドル）の0.78%に相当する。一人当たりの収入は2005年に24,977米ドルだった。
2007年の州の新経済指標では、ユタ州の経済的力強さが評価されて国内第1位になった。この評価は州の経済が知識に基づき、地球規模に行われ、新規起業が行われ、情報技術が推進力となり、革新が行われているかを、それらの程度で評価されるものだった。
2010年10月、雑誌フォーブスの「事業に適した州」の評価でも第1位になった。雑誌「ニューズウィーク」の2010年11月版ではユタ州の特にソルトレイクシティの経済状況を特集し、「新しい経済のザイオン」と呼んで、この地域が以下に高級を払える仕事を持って来られるか、不況の中でもハイテク会社を地域に惹きつけられるかを検証した。
2010年1月時点で州内の失業率は6.8%である。
主要産業は、鉱業、牛の牧畜業、塩の生産業、および行政である。州東部では石油生産が主要産業である。ソルトレイクシティの近くでは多くの会社が石油の精製をおこなっている。中部では鉱業の中でも石炭の生産が盛んである。
近年ネットワークビジネス(マルチ商法)が躍進したがリーマンショック以降不振である。航空宇宙産業・軍需(ミサイル・ブースターユニット、クラスター爆弾製造)の中心地でもあり、近年はソルトレイクシティを中心にIT関連のハイテク産業も活発である。鉱業については特に銅の産出が有名であり、石炭の産出も多いが、近年、ユタ州東部を中心に鉱物資源としてオイルサンド・オイルシェールが豊富なことが注目されており、2008年より三井物産を含む複数の企業がオイルシェールの事業化に乗り出している。
ユタ州は個人の所得税を徴収している。税率は2008年以降は全ての納税者について一律5%となっている。ユタ州の消費税（Sales tax）率は6.5%が基本であり、都市や郡によって様々な税率で上乗せしている。資産税は地方政府で評価され徴収される。無形資産に対する課税はなく、また相続税も課さない。

### 観光業
観光業はユタ州の主要産業であり、中でも年間を通じたアウトドアのレクリエーションが良く知られている。5つの国立公園（アーチズ、ブライスキャニオン、キャニオンランズ、キャピトルリーフ、及び ザイオン）があり、アラスカ州とカリフォルニア州に次いで国内では3番目に多い。さらに7つの国立モニュメント、2つの国立レクリエーション地域、6つの国有林、また多くの州立公園や保護区がある。
州南東部にあるモアブの地域はスリックロックなどマウンテンバイクの道で知られている。また半年毎に有名なモアブ・ジープ・サファリが開催されている。
ユタ州はウィンタースポーツでも良く知られており、2002年冬季オリンピックを開催して以来観光客も増加している。パークシティはアメリカ合衆国スキー・チームの本拠地である。スキー場は主に北部にあり、ソルトレイクシティ、パークシティ、オグデン、プロボの近くである。2010年、160万人以上が購読している「スキー・マガジン」の購読者2万人以上の投票で、パークシティのディア・バレーは4年連続で北アメリカのスキー場第1位になった。北部のスキー場は、雪の性状が良く、世界クラスの快適さがあることに加え、ソルトレイクシティという大都市や国際空港に近く、他のスキー場も近くにあるので、スキーを楽しむ人は1日で幾つかのスキー場に行くこともできるという便利さで観光客に愛されている。他の大きなスキー場がある州では、スキー場が遠隔地にあり、大都市とも離れ、互いに距離があることとは対照的である。2009年の「スキー・マガジン」読者調査では、アクセスの良いスキー場として10傑のうち6か所、また雪の性状が良いスキー場として10傑のうちやはり6か所がユタ州内のスキー場である。州南部ではブライアンヘッド・スキー場がシーダーシティ近くの山にある。オリンピックで使われたユタ・オリンピックパークやユタ・オリンピックオーバルは現在でもトレーニングや競技会で使われており、スキー・ジャンプ、ボブスレー、スピード・スケートなど一般の人も多くの機会に参加できるようになっている。
ユタ州では、テンプル広場、サンダンス映画祭、レッドロック映画祭、DOCUTAH映画祭、ユタ・シェイクスピア祭など文化的な呼び物も多い。雑誌フォーブスに拠れば、テンプル広場には年間500万人以上の観光客が訪れており、アメリカ合衆国では16番目に多い観光地となっている。
その他の見どころとしては、モニュメント・バレー、グレートソルト湖、ボンネビル・ソルトフラッツおよびパウェル湖がある。

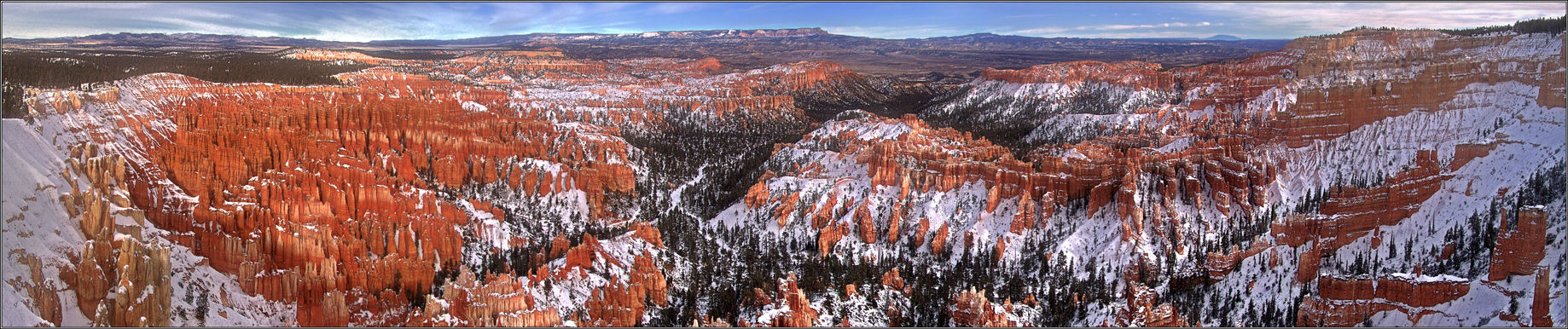
ブライスキャニオン国立公園の盆地の冬景色

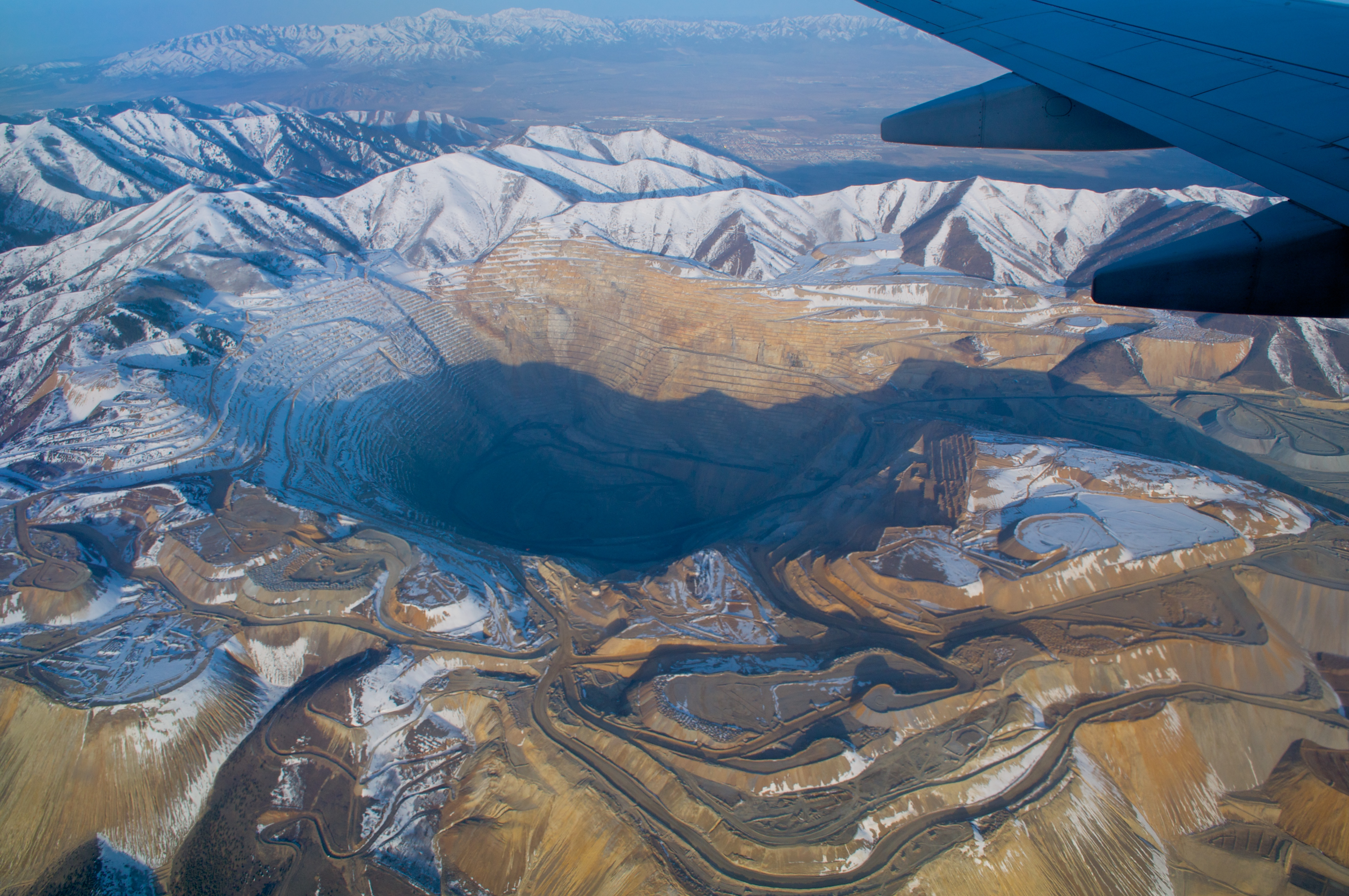
ソルトレイク郡にいあるビンガムキャニオン鉱山は世界最大の露天掘り鉱山である。鉱業はユタの開拓が始まって以来、主要産業であり続けている

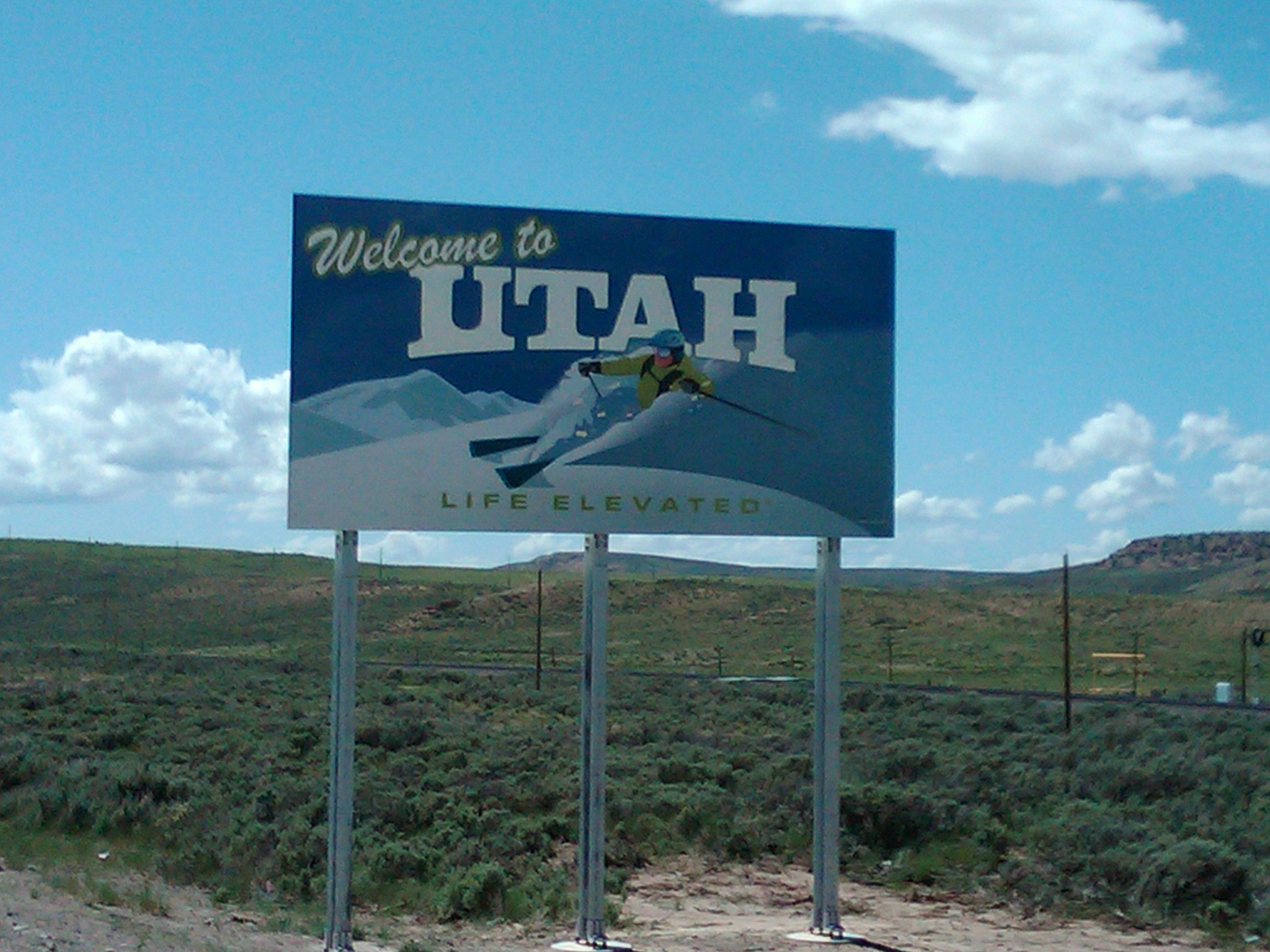
ユタ州とワイオミング州の州境にある歓迎看板

### 鉱業
19世紀後半から、世界最大の露天掘り鉱山であるビンガムキャニオン鉱山を含め、鉱業が盛んであり、多くの会社が職を求める移住者を惹きつけてきた。ユタ準州の時代から、鉱業はユタの経済に大きな役割を果たしてきた。トゥーイル郡のマーカー、ワシントン郡のシルバーリーフ、ジューアブ郡のユーレカ、サミット郡のパークシティおよびカーボン郡のキャッスルゲイト、スプリングキャニオン、ハイアワサなど炭鉱町を含め、歴史ある鉱山町がある。これらの町はアメリカ合衆国西部にある鉱山町と同様に好況と不況のサイクルを味わってきた。冷戦時代の初期、州東部ではウランが採鉱された。今日でも鉱業はユタ経済にとって主要産業であり続けている。産出される鉱物は、銅、銀、モリブデン、亜鉛、鉛、ベリリウムなどである。化石燃料としては石炭、石油、天然ガスなどであり、特に東部のカーボン郡、エメリー郡、グランド郡、ユインタ郡で産出されている。

## 交通
州間高速道路15号線と同80号線が州内の主要州間高速道路であり、ソルトレイクシティ近くで交差し、一部区間では合流している。州間高速道路15号線は南のアリゾナ州からセントジョージ近くで州内に入り、ワサッチフロントに平行して北上し、ポーテージ付近でアイダホ州に入る。州間高速道路80号線は、ウェンドーバーでネバダ州から入って州北部を東西方向に走り、ソルトレイクシティの東でワサッチ山脈を横切り、エバンストン付近でワイオミング州に入る。州間高速道路西84号線はアイダホ州ボイシからスノウビル近くで州内に入り、トレモントンからオグデンまでは州間高速道路15号線と合流し、その後は南東にワサッチ山脈を抜けて、エコージャンクション近くで州間高速道路80号線と交差して終わる。
州間高速道路70号線は州中央部のコーブフォートで州間高速道路15号線から別れ、東の山岳部と砂漠の地形を抜け州南部の国立公園や国立モニュメントにアクセスすることができ、その景観美で特筆される。サリナからグリーンリバーまでの103マイル (163 km) が1970年に開通したとき、何もサービスが無い区間としては国内最長であり、1943年にアラスカ・ハイウェイが開通して以来、国内最長の全く新しい区間となった。
ソルトレイク・バレーのライトレール体系であるTRAXには3つの線がある。サンディ線はサンディ郊外に始まり、ソルトレイクシティ中心街で終わる。ミッド・ジョーダン線はバレーの南西郊外地デイブレイク・コミュニティに始まり、ユタ大学で終わる。ウェストバレー線はウェストバレーで始まりソルトレイクシティ中心街で終わる。この体系は拡張工事が行われており、2014年までにあと2つの線が開通する予定である。ソルトレイク国際空港に行く路線が特に期待されている。TRAXを運行するユタ州交通局はバス便も運行しており、ワサッチフロントの全体、西のトゥーイルや東のスキー場への冬季に運行される便もある。幾つかのバス会社が冬季にスキー場へ行く便を運行し、地方のバス会社はローガン、セントジョージ、シーダーシティの各市で運行している。フロントランナーと呼ばれる通勤列車はソルトレイクシティとプレザントビューの間で運行されており、現在南のプロボまで延伸工事が行われている。アムトラックの列車カリフォルニア・ゼファーは毎日東西方向に上下便が運行され、グリーンリバー、ヘルパー、プロボおよびソルトレイクシティで停車する。
ソルトレイクシティ国際空港が州内唯一の国際空港であり、デルタ航空のハブ空港として機能している。この空港はアメリカ合衆国の中で出発時間の正確なこと、またキャンセルが少ないことで第1位となっている。この空港から合衆国内、カナダおよびメキシコ、さらにはパリや東京まで100以上の目的地に直行便が運行されている。モアブに近いキャニオンランズ飛行場、シーダーシティ地域空港、プロボ市民空港、セントジョージ市民空港、およびバーナル地域空港も数は限られているが商業便が運行されている。2011年1月12日に全く新しいセントジョージ市民空港が開港し、それまで台地の上にあって拡張の余地が無かった旧空港に置き換わった。スカイウェスト航空がセントジョージにも本社を置いており、ソルトレイクシティをハブとしている。最近フロンティア航空が毎日プロボからデンバーのハブ空港までの定期直行便を毎日運行するようになった。これまでのところは成功している。

## 教育
ユタ州は教育熱心な州として知られ、州予算のおよそ7割を教育に費やしており、高校の卒業率・大学進学率は全米1・2位を争う。2007年には、「教育における親の選択についての法律」が成立し、これに伴い、高校までの私立学校への入学・転入を州政府が奨学金支給という形で後押しする制度が提案された。この制度はより良い教育を受ける機会を増やし、人口増加による公立学校への負担を減らすことができるが、競争の激化や公立学校のレベル低下につながりかねないことなど懸念があり、また現在私立学校へ通っている家庭には恩恵がないことなどから、州民投票によって否決された。

### 単科及び総合大学
- ブリガムヤング大学、プロボ
- ユタ州立大学東部（英語版）、プライス
- ディキシー州立大学(元デキシー・カレッジ)（英語版）、セントジョージ
- LDS産業カレッジ（英語版）、ソルトレイクシティ
- ニューモント大学、サウスジョーダン
- プロボ・カレッジ（英語版）、プロボ
- ソルトレイク・コミュニティ・カレッジ（英語版）、ソルトレイクシティ
- スノー・カレッジ（英語版）、エフライムとリッチフィールド
- 南ユタ大学（英語版）、シーダーシティ

- スティーブンス・ヘナガー・カレッジ（英語版）、ソルトレイクシティ、プロボ、オグデン
- ユタ大学、ソルトレイクシティ
- ユタ・マッサージ療法カレッジ、ソルトレイクシティ
- ユタ州立大学、ローガン（メインキャンパス）
- ユタ・バレー大学(元ユタ・バレー州立カレッジ/ユタ・バレー・コミュニティカレッジ)（英語版）、オレム
- ウェーバー州立大学（英語版）、オグデン
- ウェスタン・ガバナーズ大学（英語版）、ソルトレイクシティ インターネット大学
- ウェストミンスター・カレッジ、ソルトレイクシティ

## 芸術・文化

### イベント
- サンダンス映画祭 - パークシティにて毎年1月に行われる世界的に有名な国際映画祭。
- 日本祭り（Nihon Matsuri/Japan Festival） - ソルトレイクシティにて毎年4月ごろに行われるお祭り。

## スポーツ
2002年ソルトレークシティオリンピックが開催され、2034年ソルトレークシティー・ユタオリンピックが再び開催される予定。

### プロスポーツチーム
NBAのユタ・ジャズはソルトレイクシティのエナジーソリューションズ・アリーナで試合を行っている。他のスポーツチームは：
- レアル・ソルトレイク、サッカー、MLS
- ユタ・ウォリアーズ、ラグビーユニオン、MLR
- ソルトレイク・ビーズ、野球、パシフィックコーストリーグ
- オグデン・ラプターズ、野球、パイオニアリーグ
- オレム・オウルズ、野球、パイオニアリーグ
- ユタ・グリズリーズ、アイスホッケー、ECHL
- ユタ・ロイヤルズFC、サッカー、NWSL

## その他

### 州の象徴など
- 州の花：セゴユリ（チョウユリ）
- 州の鳥：カモメ - 開拓時代にイナゴによる作物被害を、カモメの大群が救ったという故事に由来する。海から遠いにもかかわらず、グレートソルト湖があるせいか、実際に州内にはカモメが多い。

### 日本との関係
1869年に岩倉具視を団長とする岩倉使節団が訪れた史実もあるせいか、意外と親日的な土地柄であるとされる。太平洋戦争中に日系人の強制収容に唯一反対した州であり、また戦後も日系人を多く受け容れてきたため、現在でも日系人の割合が比較的高い州のうちのひとつである。
外国人タレントのケント・デリカット、ケント・ギルバートは末日聖徒イエスキリスト教会の宣教師として来日した経緯があり、双方ともにユタ州育ちである（生まれは何れもカナダとアイダホ州、特にケント・デリカットは「ユタ田舎じゃないよー」、「ユタは土地が安くていいんだよ」のフレーズで有名である）。

### 日本の姉妹都市
- （長野県松本市） - （ソルトレイクシティ市）、1958年